# Isbergues
Pour l’article ayant un titre homophone, voir iceberg (homonymie).
Isbergues est une commune française située dans le département du Pas-de-Calais en région Hauts-de-France. Ses habitants sont appelés les Isberguois. La commune est membre de la communauté d'agglomération de Béthune-Bruay, Artois-Lys Romane.
La commune d'Isbergues (nom officiel depuis 1801), traversée au nord par le canal d'Aire à la Bassée, est située dans l'est du département du Pas-de-Calais à 15 km, à vol d'oiseau, au nord-ouest de la commune de Béthune. C’est une commune de type petite ville, appartenant à l’unité urbaine de Béthune, avec une population de 8 653 habitants au dernier recensement de 2022, elle a connu un pic de population en 1999 avec 9 836 habitants.
L'histoire de la commune est étroitement liée à la présence de la sidérurgie des années 1880 jusqu'à l'arrêt définitif en 2006.
Lumbres est connue pour le Grand Prix d'Isbergues, course cycliste créée en 1945, seule course exclusivement professionnelle du Pas-de-Calais.
La tour de l'église Sainte-Isbergues fait l’objet d’un classement au titre des monuments historiques.

## Géographie

### Localisation
Localisée dans l'est du département du Pas-de-Calais, Isbergues est une commune, traversée par le canal d'Aire à la Bassée, limitrophe au nord-ouest de la commune d'Aire-sur-la-Lys (aire d'attraction) et située, à vol d'oiseau, à 15 km au nord-ouest de la commune de Béthune (chef-lieu d'arrondissement).
Le territoire de la commune est limitrophe de ceux de sept communes.
Les communes limitrophes sont Saint-Venant, Aire-sur-la-Lys, Guarbecque, Ham-en-Artois, Lambres, Mazinghem et Norrent-Fontes.

### Géologie et relief
La superficie de la commune est de 14,37 km2 ; son altitude varie de 16  à   44 m.

### Hydrographie
Le territoire de la commune est situé dans le bassin Artois-Picardie.
La commune est traversée par six cours d'eau :
- le canal d'Aire à la Bassée passant au nord de la commune, canal navigable de 39 km, qui prend sa source dans la commune de Bauvin et se jette dans La Lys au niveau de la commune d'Aire-sur-la-Lys[4] ;
- le Guarbecque, cours d'eau naturel de 11,87 km, qui prend sa source dans la commune de Norrent-Fontes et se jette dans la Lys, au niveau de la commune d'Haverskerque[5] ;
- la Rivièrette ou Lys, cours d'eau naturel de 7,99 km, qui prend sa source dans la commune de Mazinghem et se jette dans le Guarbecque, au niveau de la commune Guarbecque[6] ;
- le Courant de Berguette, cours d'eau naturel de 3,23 km, qui prend sa source dans la commune et se jette dans la rivièrette ou Lys, toujours au niveau de la commune[7] ;
- le ruisseau la rivièrette, cours d'eau naturel de 0,5 km, qui prend sa source dans la commune et se jette dans le Guarbecque, au niveau de la commune de Guarbecque[8] ;
- et un cours d'eau au toponyme hydrographique inconnu, d'une longueur de 24,99 km[9].

Un marais commun existait autrefois entre Ham, Norrent-Fontes, Mazinghem, Molinghem, Guarbecque et Berguette. On y cultivait notamment le cresson. Un plan de lotissement de ce marais a été dressé le 2 messidor an II, cité par l'archiviste départemental. À la suite du drainage généralisé des zones humides et de l'industrialisation lourde (avec pompages) de la région, le niveau des nappes d'eau a fortement baissé. Les puits artésiens ne donnant plus assez d'eau, de nombreuses cressonnières sont aujourd'hui asséchées et comblées. Il reste deux cressiculteurs en activité à Norrent-Fontes.

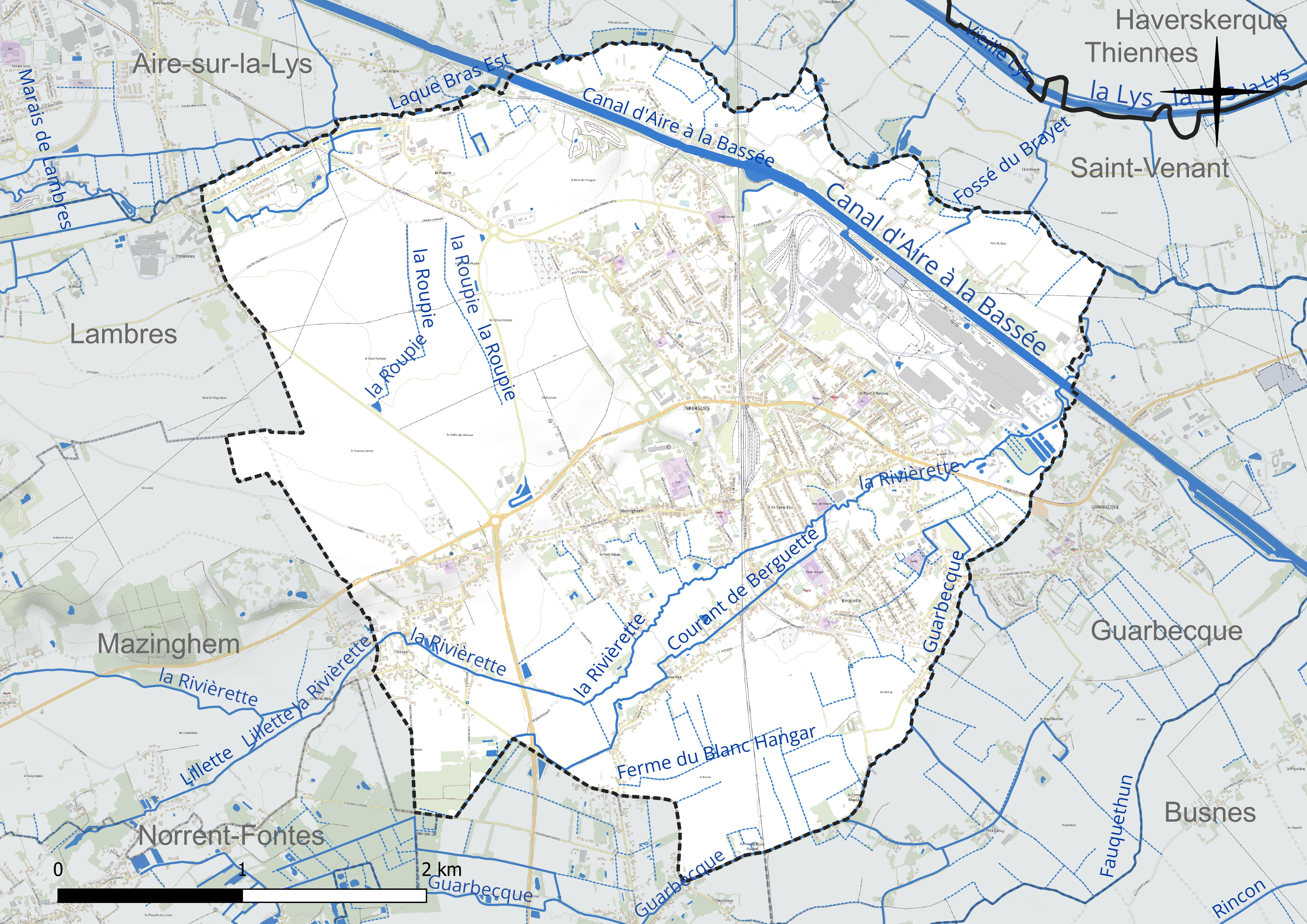
Réseau hydrographique d'Isbergues.

### Climat
Pour des articles plus généraux, voir Climat des Hauts-de-France et Climat du Pas-de-Calais.
En 2010, le climat de la commune est de type climat océanique altéré, selon une étude du CNRS s'appuyant sur une série de données couvrant la période 1971-2000. En 2020, Météo-France publie une typologie des climats de la France métropolitaine dans laquelle la commune est exposée à un climat océanique et est dans la région climatique Côtes de la Manche orientale, caractérisée par un faible ensoleillement (1 550 h/an) ; forte humidité de l’air (plus de 20 h/jour avec humidité relative > 80 % en hiver), vents forts fréquents.
Pour la période 1971-2000, la température annuelle moyenne est de 10,4 °C, avec une amplitude thermique annuelle de 14,1 °C. Le cumul annuel moyen de précipitations est de 748 mm, avec 12,6 jours de précipitations en janvier et 9 jours en juillet. Pour la période 1991-2020, la température moyenne annuelle observée sur la station météorologique la plus proche, située sur la commune de Lillers à 7 km à vol d'oiseau, est de 11,1 °C et le cumul annuel moyen de précipitations est de 731,5 mm,. Pour l'avenir, les paramètres climatiques de la commune estimés pour 2050 selon différents scénarios d'émission de gaz à effet de serre sont consultables sur un site dédié publié par Météo-France en novembre 2022.

### Milieux naturels et biodiversité

#### Zone naturelle d'intérêt écologique, faunistique et floristique
L’inventaire des zones naturelles d'intérêt écologique, faunistique et floristique (ZNIEFF) a pour objectif de réaliser une couverture des zones les plus intéressantes sur le plan écologique, essentiellement dans la perspective d’améliorer la connaissance du patrimoine naturel national et de fournir aux différents décideurs un outil d’aide à la prise en compte de l’environnement dans l’aménagement du territoire.
Le territoire communal comprend une ZNIEFF de type 1 : le complexe humide du Guarbecque et marais Pourri, d’une superficie de 136 ha et d'une altitude variant de 15  à   20 mètres. Cette ZNIEFF présente une mosaïque de prairies, de fourrés, de haies de saules têtards, d’ourlets et de boisements, et le marais pourri est bordé de puits artésiens, ce qui a permis le développement de la cressiculture.

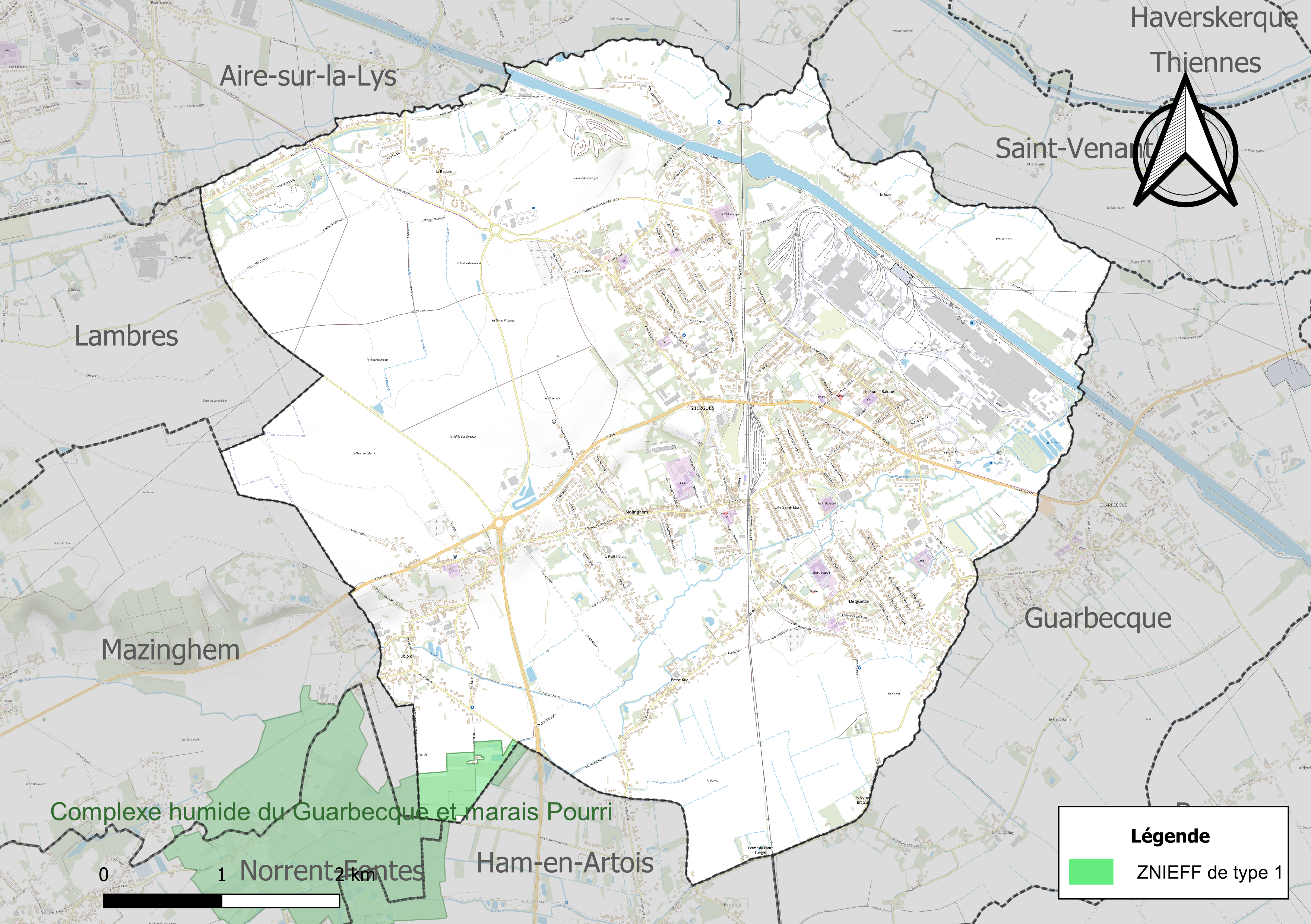
Carte de la ZNIEFF sur la commune.

#### Espèces faunistiques et floristiques
L’Inventaire national du patrimoine naturel (INPN) recense plusieurs espèces faunistiques et floristiques sur le territoire de la commune dont certaines sont protégées et d’autres menacées et quasi-menacées.

## Urbanisme

### Typologie
Au 1er janvier 2024, Isbergues est catégorisée petite ville, selon la nouvelle grille communale de densité à sept niveaux définie par l'Insee en 2022.
Elle appartient à l'unité urbaine de Béthune, une agglomération inter-départementale regroupant 94  communes, dont elle est une commune de la banlieue,,. Par ailleurs la commune fait partie de l'aire d'attraction d'Aire-sur-la-Lys, dont elle est une commune du pôle principal,. Cette aire, qui regroupe 15 communes, est catégorisée dans les aires de moins de 50 000 habitants,.

### Occupation des sols
L'occupation des sols de la commune, telle qu'elle ressort de la base de données européenne d’occupation biophysique des sols Corine Land Cover (CLC), est marquée par l'importance des territoires agricoles (60,4 % en 2018), en diminution par rapport à 1990 (65,2 %). La répartition détaillée en 2018 est la suivante : 
terres arables (47,8 %), zones urbanisées (32,1 %), zones agricoles hétérogènes (11 %), zones industrielles ou commerciales et réseaux de communication (6,7 %), prairies (1,6 %), forêts (0,8 %). L'évolution de l’occupation des sols de la commune et de ses infrastructures peut être observée sur les différentes représentations cartographiques du territoire : la carte de Cassini (XVIIIe siècle), la carte d'état-major (1820-1866) et les cartes ou photos aériennes de l'IGN pour la période actuelle (1950 à aujourd'hui).

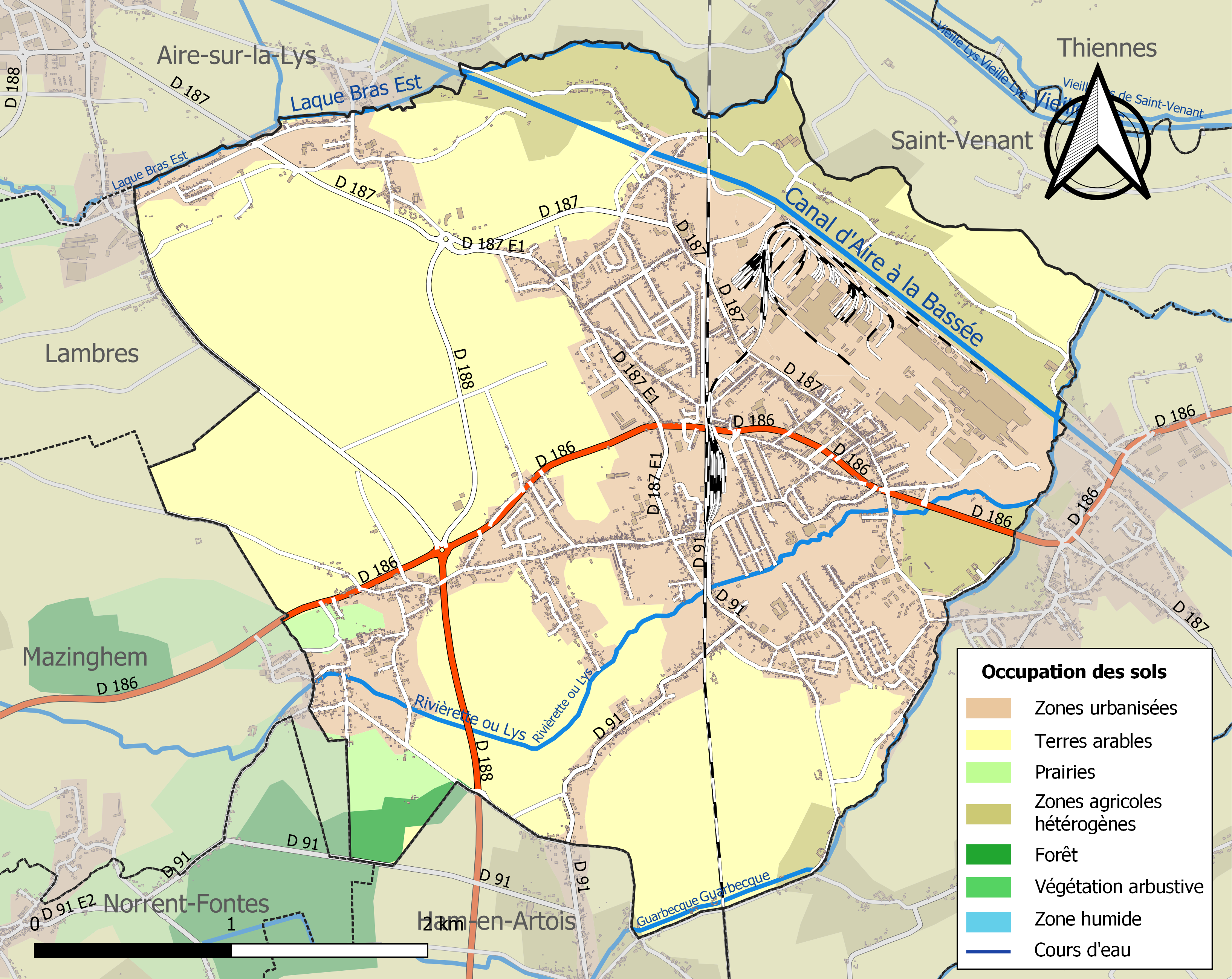
Carte des infrastructures et de l'occupation des sols de la commune en 2018 (CLC).

### Lieux-dits, hameaux et écarts

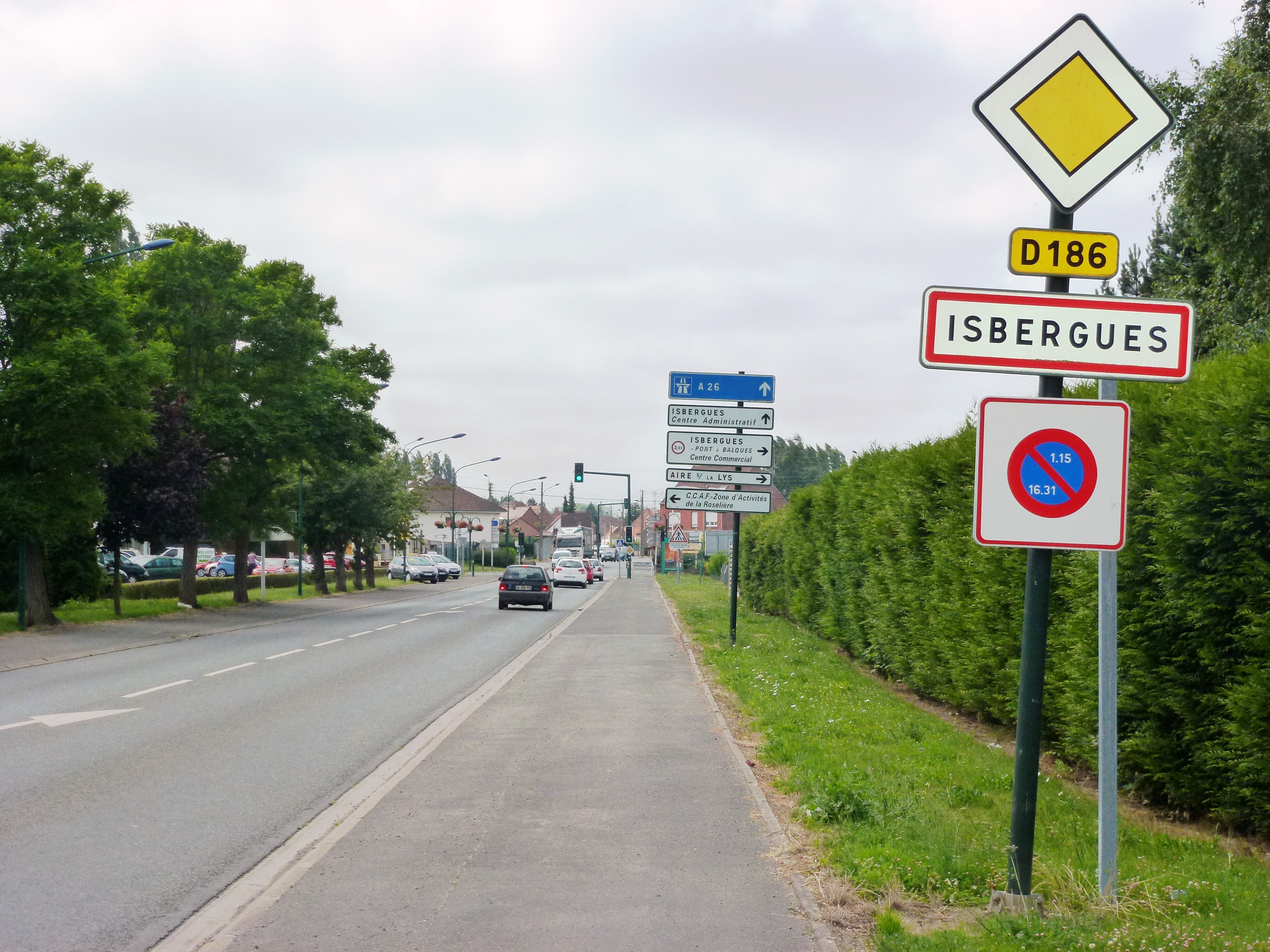
Panneau d'entrée d'Isbergues.
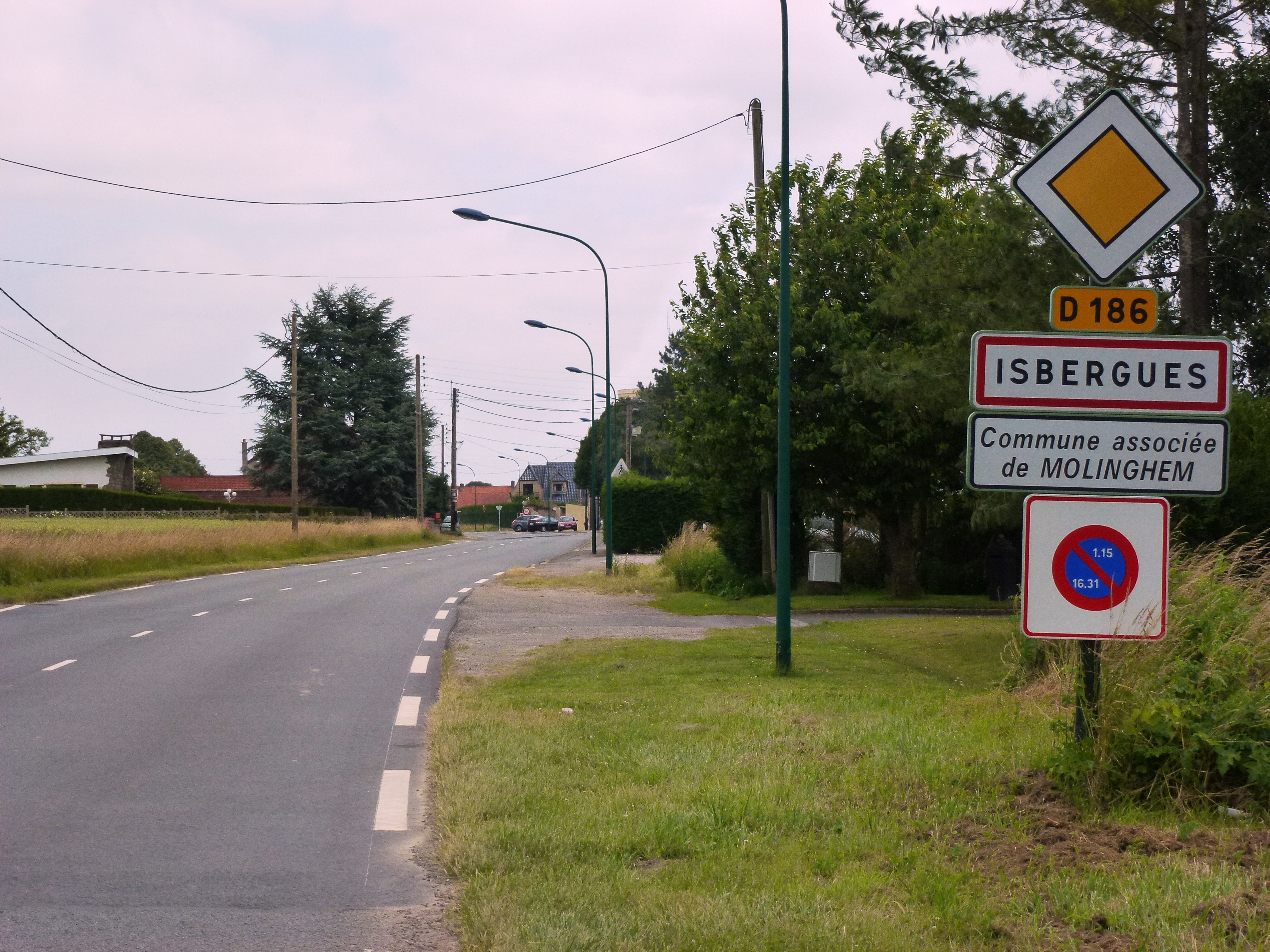
Panneau d'entrée de Molinghem.
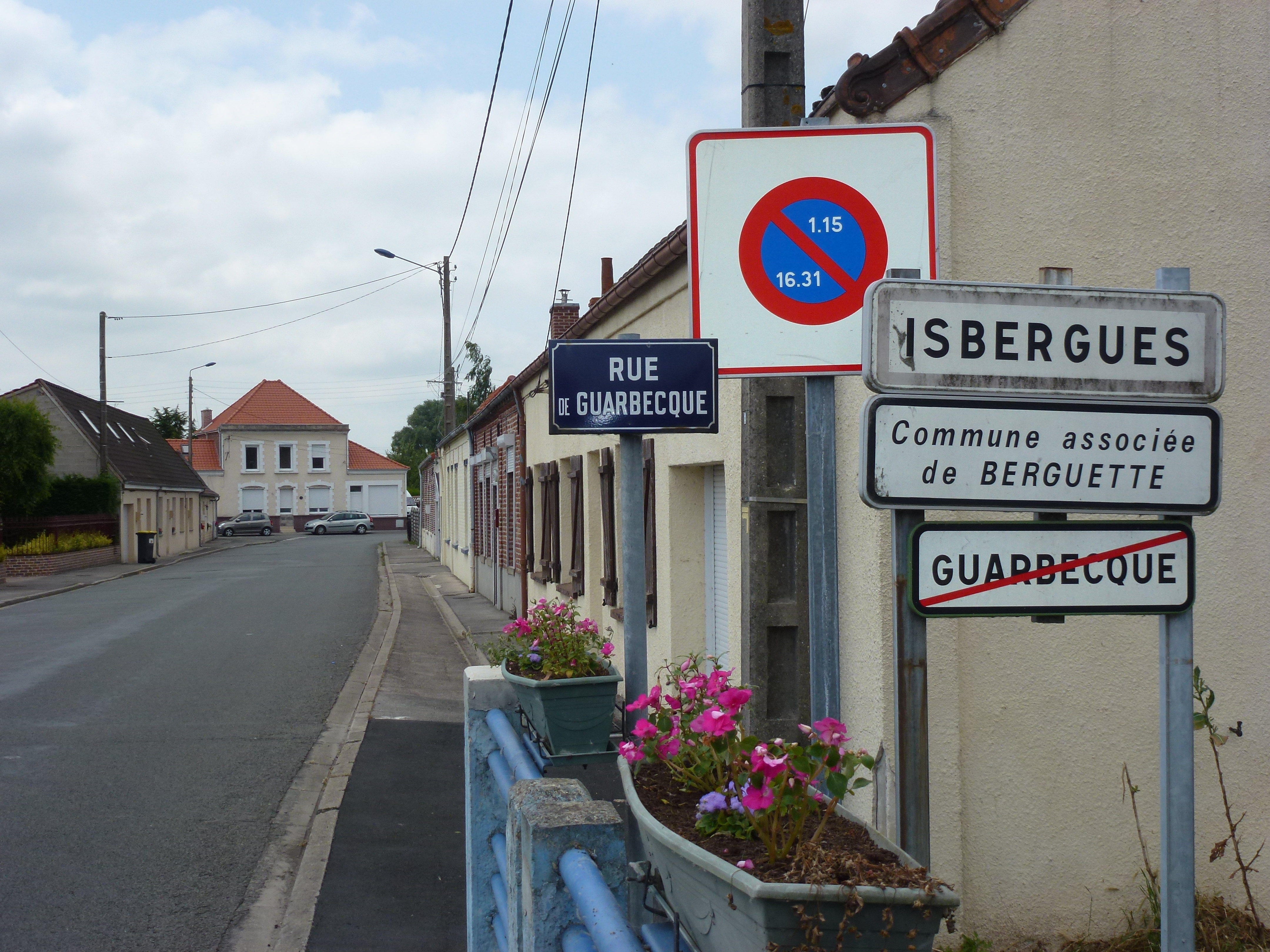
Panneau d'entrée de Berguette.

### Logement
En 2021, le nombre total de logements dans la commune était de 4 299, alors qu'il était de 4 214 en 2015 et de 4 159 en 2010
, soit une progression du nombre total de logements de 3,4 % depuis 2010.
Parmi ces 4 299 logements, 89,4 % étaient des résidences principales, (soit 3 842 logements), 0,3 % des résidences secondaires et 10,3 % des logements vacants. Ces logements étaient pour 91,0 % d'entre eux des maisons individuelles et pour 7,5 % des appartements.
Sur les 3 842 résidences principales, 69,8 % sont occupées par des propriétaires,  28,9 % par des locataires et 1,4 % par des personnes logées gratuitement.
Le tableau ci-dessous présente la typologie des logements à Isbergues en 2021 en comparaison avec celle du Pas-de-Calais et de la France entière. Une caractéristique marquante du parc de logements est ainsi la faible proportion des résidences secondaires et logements occasionnels (0,3 %) par rapport au département (6,5 %) et à la France entière (9,7 %) ainsi que d'une proportion de logements vacants (10,3 %) supérieure à celle du département (7,3 %) et de la France entière (8,1 %).
| Typologie                                               | Isbergues | Pas-de-Calais | France entière |
| ------------------------------------------------------- | --------- | ------------- | -------------- |
| Résidences principales (en %)                           | 89,4      | 86,1          | 82,2           |
| Résidences secondaires et logements occasionnels (en %) | 0,3       | 6,5           | 9,7            |
| Logements vacants (en %)                                | 10,3      | 7,3           | 8,1            |

### Voies de communication et transports
La commune est desservie par des trains TER Hauts-de-France à la gare d'Isbergues.
La commune est desservie par une ligne du réseau Mouvéo et par une ligne régulière ainsi que par le service de transport à la demande Allobus F du réseau TADAO.

## Toponymie

### Attestations anciennes
Le nom de la localité est attesté sous les formes Iberga en 1138 ; Ybergha en 1202 ; Hibergue en 1209 ; Ibierghe en 1296 ; Yberghe en 1316 ; Dibergue en 1375 ; Bergue en 1400 ; Yberga vers 1512 ; Ybergue en 1515 : Ysberghe en 1559 ; Isebergue en 1720, Isbergue en 1793 ; Isbergue et Isbergues depuis 1801.

### Étymologie
Isbergues : Iberga (1138). Peut-être d'un nom de personne germanique Idberga, ou īwa + berga (mont aux ifs). Iberge en flamand.
Berguette : Berghettes (1171). Du germanique berg «mont» suivi du suffixe roman -ette.

## Histoire
La commune a été marquée par la légende de sainte Isbergue, fille de Pépin le Bref et sœur de Charlemagne, qui avait pour vertu de guérir les maladies de peau et des yeux,.
Isbergues  a connu un fort développement industriel à partir du XIXe siècle grâce à la proximité du bassin minier du Nord-Pas-de-Calais.
Afin d'augmenter leurs ressources, le maire de Berguette Jacques Napieraj propose la fusion de Molinghem, Berguette et Isbergues, ce qui intervient le 1er janvier 1996. L'ensemble ainsi formé garde le nom d'Isbergues,.

### Acier et métallurgie

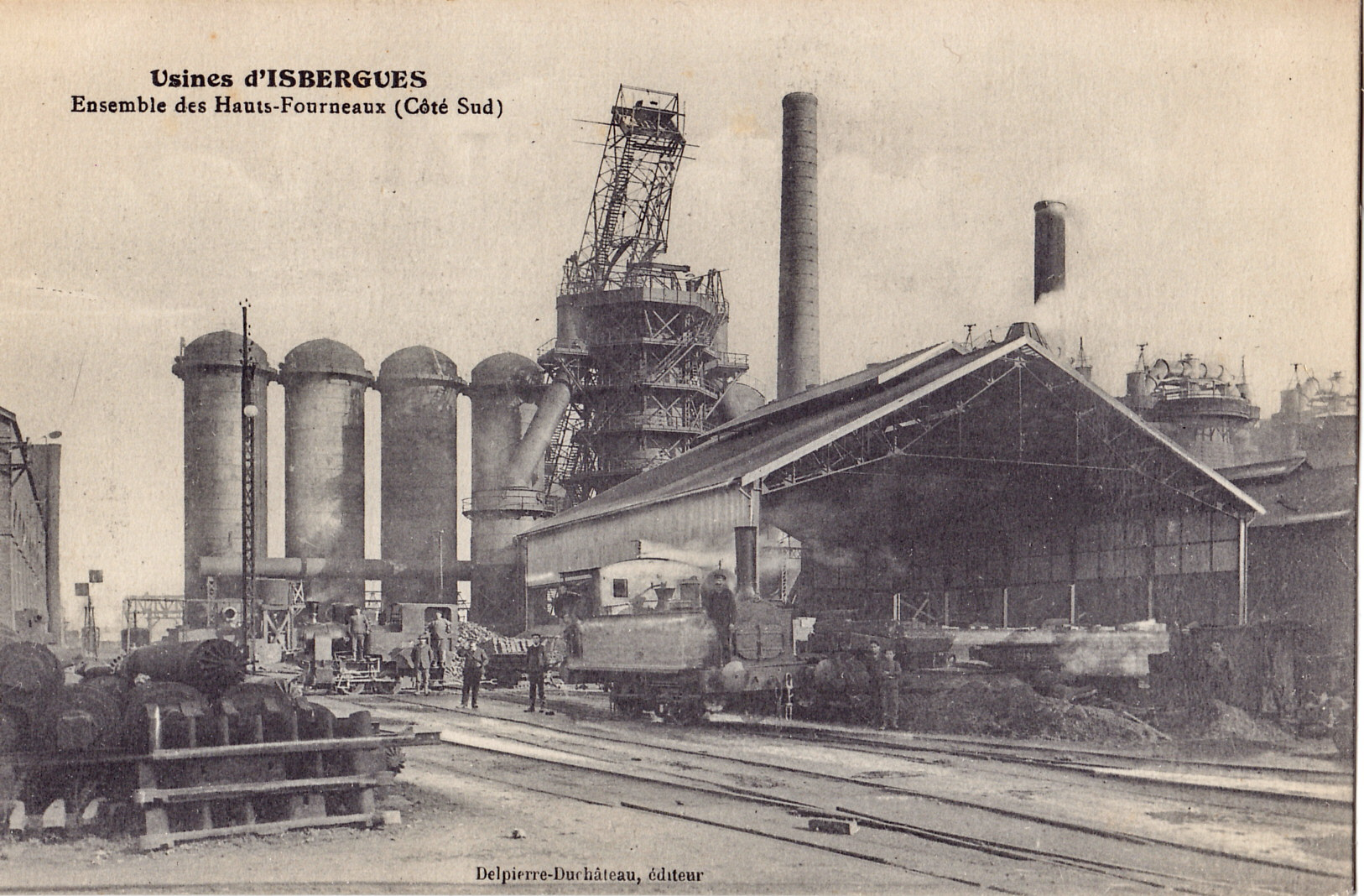
Les hauts fourneaux, au début du XX.

L’usine sidérurgique d’Isbergues, construite dans les années 1880 par la Société des Aciéries de France, est spécialisée dans la production de rails pour les chemins de fer. Elle emploie à cette époque environ 3 000 salariés. Pendant la Première Guerre mondiale, l'usine, fabriquant des pièces de métal pour les obus, est régulièrement bombardée, elle reçoit 3 000 bombes et obus durant toute la durée de la guerre,. 
En 1968, la construction d'une aciérie d'une capacité de 100 kt/an, spécialisée dans la production d'aciers spéciaux fortement alliés est décidée. Cette usine complète l'usine d'aciers spéciaux de Pompey, qui bénéficie également d'un investissement portant sa capacité de 500 à 600 kt/an. L'ensemble du projet est porté par un consortium franco-allemand groupant Roechling (qui fonde la Société Nouvelle des Aciéries de Pompey) et, pour la partie française, Ugine Kuhlmann, la Compagnie des Ateliers et Forges de la Loire, la Société des Forges et Ateliers du Creusot, Châtillon-Commentry, Neuves-Maisons et les Hauts Fourneaux de la Chiers.
En 1976, la Société des Hauts Fourneaux de la Chiers avec la Société des Aciéries Tréfileries de Neuves-Maisons Châtillon mettent en service une usine d'agglomération des minerais.
La métallurgie a bénéficié d'un vaste espace disponible en bordure du canal de Neufossé ou « canal d'Aire à la Bassée » (qui relie la commune à la Manche et à la Mer du Nord par l'ouest et à Lille et à la Deûle et aux canaux d'Europe du Nord par l'est. Cet espace est également desservi par une voie ferrée. L'industrie du métal a marqué le paysage et a été une source importante de pollution, mais elle a aussi fait la fortune de la commune, avant que les délocalisations n'incitent le plus gros industriel local (Sollac racheté par ArcelorMittal) à fermer l'aciérie qui employait encore 410 personnes en 2006. L'entreprise s'est engagée à verser 2,5 millions d'euros sur trois ans dans le cadre d'une « convention de revitalisation » signée en 2005 et confiée au prestataire SODIE pour aider les employés à retrouver du travail localement. 920 salariés (745 équivalent temps-plein) travaillent encore sur le site en 2008.

## Politique et administration

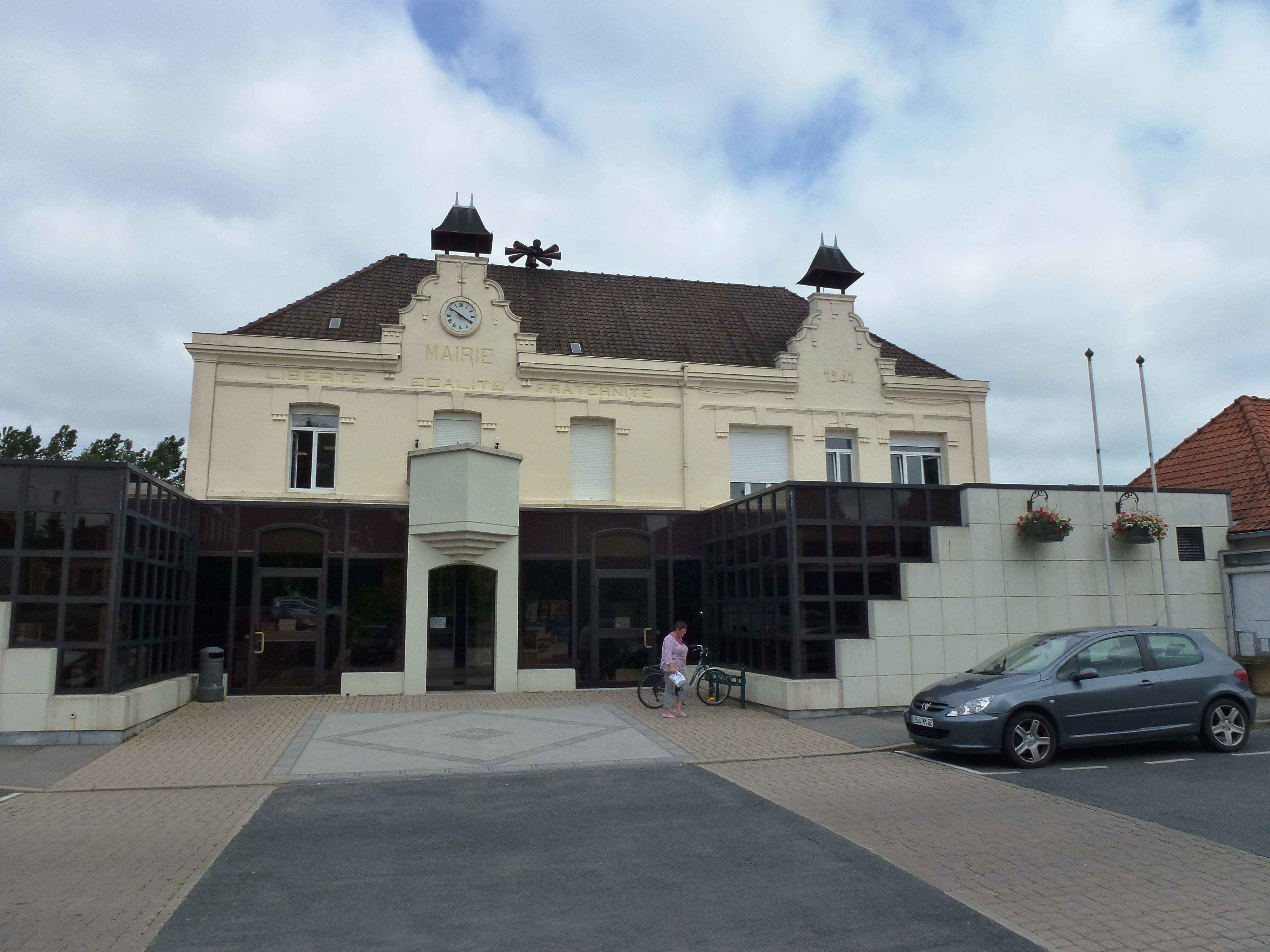
Ancienne mairie d'Isbergues.

### Rattachements administratifs et électoraux

#### Rattachements administratifs
La commune se trouve dans l'arrondissement de Béthune du département du Pas-de-Calais.

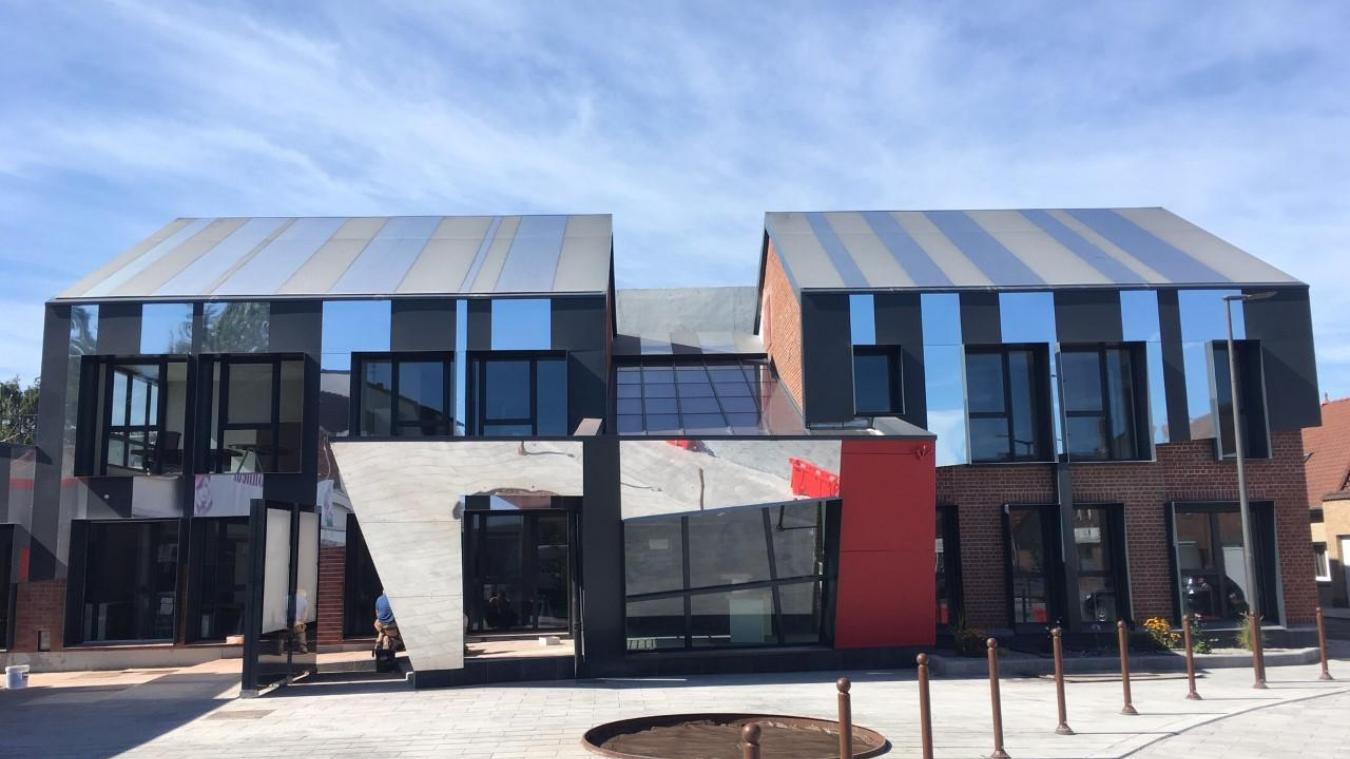
Actuelle mairie d'Isbergues

Elle faisait partie depuis 1801 du canton de Norrent-Fontes. Dans le cadre du redécoupage cantonal de 2014 en France, cette circonscription administrative territoriale a disparu, et le canton n'est plus qu'une circonscription électorale.

#### Rattachements électoraux
Pour les élections départementales, la commune fait partie depuis 2014 du canton d'Aire-sur-la-Lys
Pour l'élection des députés, elle fait partie de la huitième circonscription du Pas-de-Calais.

### Intercommunalité
Isbergues était le siège de la communauté de communes Artois-Flandres, un établissement public de coopération intercommunale (EPCI) à fiscalité propre créé en 2001 et auquel la commune avait transféré un certain nombre de ses compétences, dans les conditions déterminées par le code général des collectivités territoriales.
Dans le cadre des dispositions de la loi portant nouvelle organisation territoriale de la République du 7 août 2015, qui prévoit que les établissements publics de coopération intercommunale (EPCI) à fiscalité propre doivent avoir un minimum de 15 000 habitants, cette intercommunalité a fusionné avec ses voisines pour former, le 1er janvier 2017, la communauté  d'agglomération de Béthune-Bruay, Artois-Lys Romane, dont est désormais membre la commune. Cette communauté d'agglomération de Béthune-Bruay, Artois-Lys Romane regroupe 100 communes et totalise 275 327 habitants en 2021.

### Tendances politiques et résultats
Lors du second tour des élections municipales de 2020 dans le Pas-de-Calais, la liste PS menée par le maire sortant Jacques Napieraj obtient la majorité des suffrages exprimés, avec 1 861 voix (44,89 %, 21 conseillers municipaux élus dont 12 communautaires), devançant largement les listes menées respectivement par :

- Bernadette Duponchel 	(DVD, 1 337 voix, 32,25 %, 5 conseillers municipaux élus dont 2 communautaires) ;

-  Nathalie Delzongle 	(FG-PCF, 947 voix, 22,84 %, 3 conseillers municipaux élus dont 2 communautaires).

Lors de ce scrutin, 40,84 % des électeurs se sont abstenus.
Lors du premier tour des élections municipales de 2020 dans le Pas-de-Calais, où le maire sortant Jacques Napieraj (PS) ne se représentait pas, la liste SE menée par David Thellier obtient la majorité absolue des suffrages exprimés, avec 1 648 voix (56,55 %), 23 conseillers municipaux élus dont 3 communautaires), devançant largement la liste PS menée par Thierry Dissaux, qui a recueilli 1 266 voix (43,44 %, 6 conseillers municipaux élus dont 1 communautaire, lors d'un scrutin marqué par la pandémie de Covid-19 en France où 56,39 % des électeurs se sont abstenus,

### Liste des maires
| Période      | Période                        | Identité          | Étiquette | Qualité |
| ------------ | ------------------------------ | ----------------- | --------- | --- |
| 1790         | 1798                           | Pierre Wallart    |           | |
| 1798         | 1808                           | François Cocud    |           | |
| 1808         | 1826                           | Pierre Wallart    |           | |
| 1826         | 1827                           | François Milon    |           | |
| 1827         | 1831                           | André Berdou      |           | |
| 1831         | 1848                           | Louis Legrand     |           | |
| 1848         | 1864                           | Pierre Réant      |           | |
| 1864         | 1877                           | Bertin Toulotte   |           | |
| 1877         | 1897                           | Henri Boulinguez  |           | Propriétaire herbager, Conseiller d'arrondissement de Norrent-Fontes (1883 → 1904) |
| 1897         | 1919                           | Henri Ponche      |           | |
| 1919         | 1920                           | Aimé Vasseur      |           | |
| 1920         | 1925                           | Paul Massart      |           | |
| 1925         | 1945                           | Aimé Vasseur      |           | |
| 1945         | 1947                           | Charles Guilmain  |           | |
| 1947         | 1954                           | Henri Famechon    | PS        | |
| 1954         | 1959                           | Jean Topart       | PS        | Maire d’Isbergues |
| 1959         | 1965                           | Louis Delmare     | PS        | |
| mars 1965    | février 1998                   | Roland Huguet     | PS        | Professeur de collège Conseiller général de Norrent-Fontes (1970 → 1981) Président du Conseil général du Pas-de-Calais (1981 → 2004) Député du Pas-de-Calais (8e cir. (1973 → 1993) Sénateur du Pas-de-Calais (1992 → 2001) |
| février 1998 | mai 2020                       | Jacques Napieraj, | PS        | Professeur de mathématiques retraité Maire de Berguette avant la fusion des communes (1977 → 1998) Président de la C.C. Artois-Flandres (2005 → 2016) Conseiller général de Norrent-Fontes (2008 → 2015)                    |
| mai 2020,    | En cours (au 16 décembre 2022) | David Thellier    | SE        | Huissier des finances publiques Vice-président de la CA de Béthune-Bruay, Artois-Lys Romane (2020 → ) |

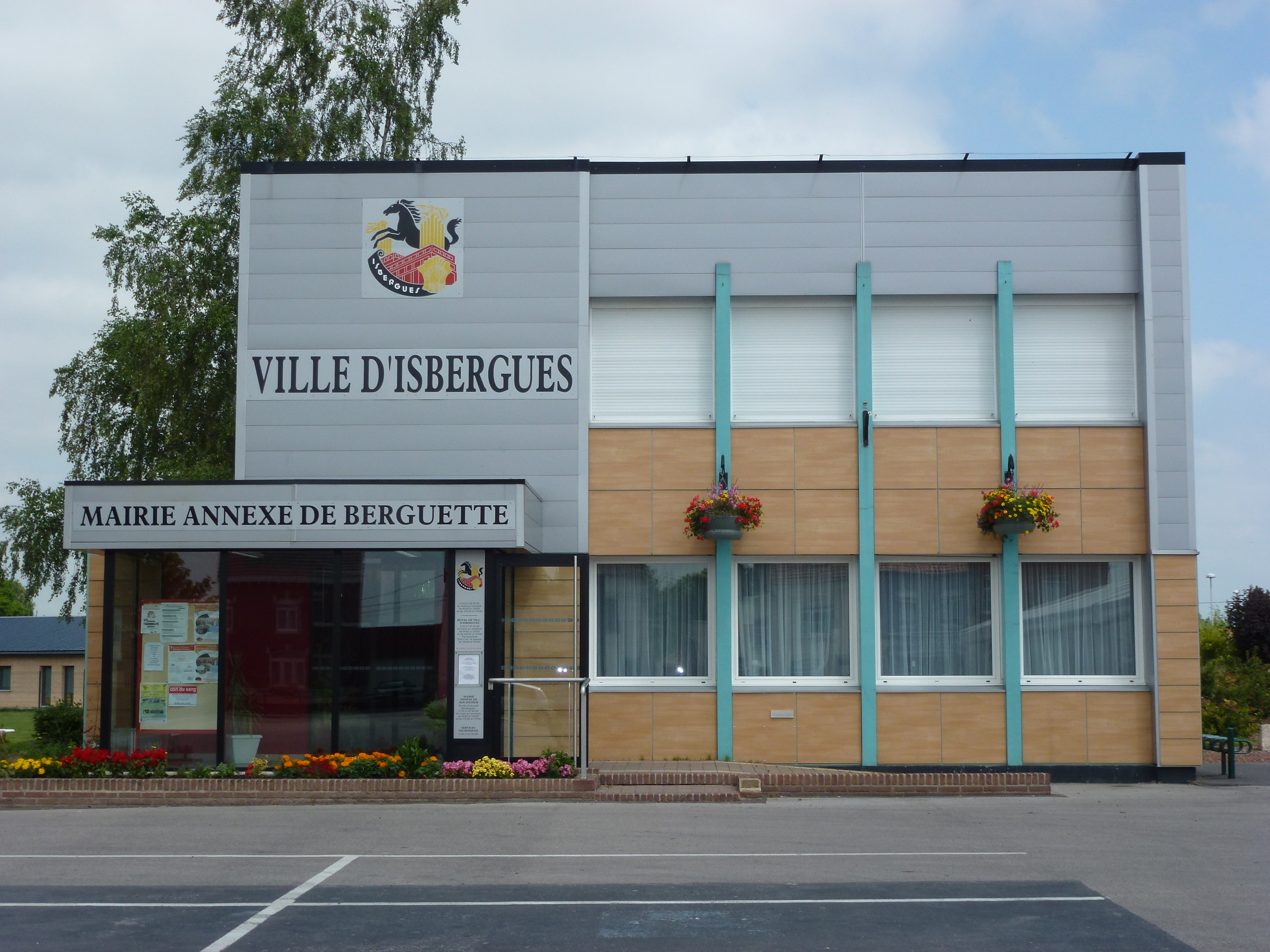
La mairie annexe de Berguette.
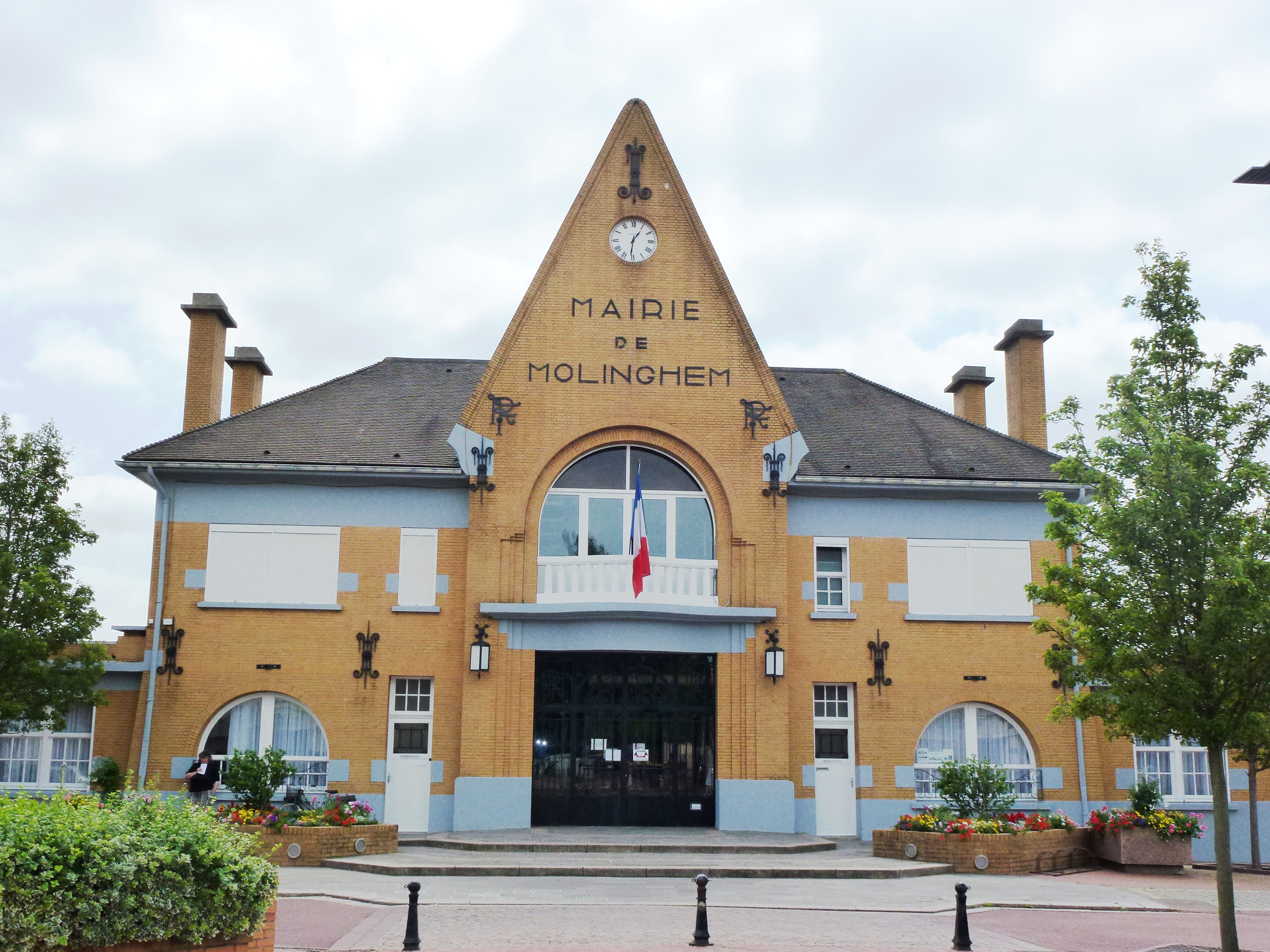
La mairie annexe de Molinghem.

## Équipements et services publics

### Enseignement
La commune est située dans l'académie de Lille et dépend, pour les vacances scolaires, de la zone B.
Elle dispose de huit établissements scolaires : une école maternelle, une école élémentaire, cinq écoles primaires et un collège.

### Justice, sécurité, secours et défense
La commune dépend du tribunal judiciaire de Béthune, du conseil de prud'hommes de Béthune, de la cour d'appel de Douai, du tribunal de commerce d'Arras, du tribunal administratif de Lille, de la cour administrative d'appel de Douai, du pôle nationalité du tribunal judiciaire de Béthune et du tribunal pour enfants de Béthune.

## Population et société

### Démographie
Les habitants sont appelés les Isberguois.

#### Évolution démographique
L'évolution du nombre d'habitants est connue à travers les recensements de la population effectués dans la commune depuis 1793. Pour les communes de moins de 10 000 habitants, une enquête de recensement portant sur toute la population est réalisée tous les cinq ans, les populations de référence des années intermédiaires étant quant à elles estimées par interpolation ou extrapolation. Pour la commune, le premier recensement exhaustif entrant dans le cadre du nouveau dispositif a été réalisé en 2008.

En 2022, la commune comptait 8 653 habitants, en évolution de −3,28 % par rapport à 2016 (Pas-de-Calais : −0,72 %, France hors Mayotte : +2,11 %).
| 1793 | 1800 | 1806 | 1821 | 1831 | 1836 | 1841 | 1846 | 1851 |
| ---- | ---- | ---- | ---- | ---- | ---- | ---- | ---- | ---- |
| 715  | 693  | 737  | 775  | 789  | 758  | 764  | 742  | 745  |

| 1856 | 1861 | 1866 | 1872 | 1876  | 1881 | 1886  | 1891  | 1896  |
| ---- | ---- | ---- | ---- | ----- | ---- | ----- | ----- | ----- |
| 736  | 740  | 798  | 812  | 1 030 | 952  | 2 157 | 2 293 | 2 427 |

| 1901  | 1906  | 1911  | 1921  | 1926  | 1931  | 1936  | 1946  | 1954  |
| ----- | ----- | ----- | ----- | ----- | ----- | ----- | ----- | ----- |
| 2 721 | 3 039 | 3 929 | 4 367 | 4 390 | 4 030 | 4 370 | 4 389 | 5 089 |

| 1962  | 1968  | 1975  | 1982  | 1990  | 1999  | 2006  | 2008  | 2013  |
| ----- | ----- | ----- | ----- | ----- | ----- | ----- | ----- | ----- |
| 5 568 | 5 761 | 5 990 | 5 680 | 5 145 | 9 836 | 9 503 | 9 395 | 9 038 |

| 2018  | 2022  | - | - | - | - | - | - | - |
| ----- | ----- | - | - | - | - | - | - | - |
| 8 745 | 8 653 | - | - | - | - | - | - | - |

#### Pyramide des âges
En 2018, le taux de personnes d'un âge inférieur à 30 ans s'élève à 31,8 %, soit en dessous de la moyenne départementale (36,7 %). À l'inverse, le taux de personnes d'âge supérieur à 60 ans est de 30,3 % la même année, alors qu'il est de 24,9 % au niveau départemental.
En 2018, la commune comptait 4 223 hommes pour 4 522 femmes, soit un taux de 51,71 % de femmes, légèrement supérieur au taux départemental (51,50 %).
Les pyramides des âges de la commune et du département s'établissent comme suit.
| Hommes | Classe d’âge | Femmes |
| ------ | ------------ | ------ |
| 0,6    | 90 ou +      | 1,9    |
| 8,0    | 75-89 ans    | 12,8   |
| 17,7   | 60-74 ans    | 19,5   |
| 21,5   | 45-59 ans    | 20,0   |
| 17,8   | 30-44 ans    | 16,5   |
| 16,1   | 15-29 ans    | 13,7   |
| 18,2   | 0-14 ans     | 15,6   |

| Hommes | Classe d’âge | Femmes |
| ------ | ------------ | ------ |
| 0,5    | 90 ou +      | 1,6    |
| 5,6    | 75-89 ans    | 8,9    |
| 16,7   | 60-74 ans    | 18,1   |
| 20,2   | 45-59 ans    | 19,2   |
| 18,9   | 30-44 ans    | 18,1   |
| 18,2   | 15-29 ans    | 16,2   |
| 19,9   | 0-14 ans     | 17,9   |

### Manifestations culturelles et festivités
- Le marché aux puces.
- Le marché artisanal.

#### Grand Prix d'Isbergues
Le Grand Prix d'Isbergues est une course cycliste créée en 1945 dans le quartier du Pont-à-Balques. La municipalité a officialisé l'évènement en 1947. C'est la seule course exclusivement professionnelle du Pas-de-Calais. Elle est classée 1.1 par l'UCI et elle est inscrite au calendrier de l'UCI Europe Tour. Elle est aussi inscrite comme épreuve comptant pour la Coupe de France de cyclisme.
Le Grand Prix d'Isbergues a connu des grands champions comme Jacques Anquetil, Raymond Poulidor, Eddy Merckx, Bernard Hinault et Greg LeMond.
Le Grand Prix d'Isbergues est devenue une tradition en quelques années sur Banquise FM. En effet depuis de nombreuses années la radio soutient le Grand Prix d’Isbergues et le commente en direct lors de son passage à travers les routes de la région.

## Économie

### Revenus de la population et fiscalité
En 2021, la commune compte 3 828 ménages fiscaux, regroupant 8 491 personnes.
Le revenu fiscal médian par ménage, le taux de pauvreté des ménages et la part des ménages fiscaux imposés de la commune, du département du Pas-de-Calais et de la métropole sont les suivants :
- le revenu fiscal médian par ménage de la commune est de 20 020 €, légèrement inférieur à celui du département du Pas-de-Calais (20 720 €) et inférieur à celui de la France métropolitaine (23 080 €)[Insee 10],[Insee 11],[Insee 12] ;
- le taux de pauvreté des ménages de la commune est de 18 %, de 18,4 % au niveau du département et de 14,9 % au niveau de la métropole[Insee 13],[Insee 14],[Insee 15] ;
- la part des ménages fiscaux imposés dans la commune est de 41 %, de 44,1 % au niveau du département et de 53,4 % au niveau de la métropole[Insee 10],[Insee 11],[Insee 12].

### Emploi
|                       | 2010   | 2015   | 2021   |
| --------------------- | ------ | ------ | ------ |
| Commune               | 13,0 % | 16,6 % | 15,6 % |
| Département           | 11,3 % | 13,7 % | 11,2 % |
| France métropolitaine | 11,6 % | 13,7 % | 11,7 % |

En 2021, la population âgée de 15 à 64 ans s'élève à 5 118 personnes, parmi lesquelles on compte 68,5 % d'actifs (57,8 % ayant un emploi et 10,7 % de chômeurs) et 31,5 % d'inactifs,. En 2021, le taux de chômage communal (au sens du recensement) des 15-64 ans est supérieur à celui du département et supérieur à celui de la France métropolitaine.
La commune fait partie du pôle principal de l'aire d'attraction d'Aire-sur-la-Lys,. Elle compte 2 873 emplois en 2021, contre 2 929 en 2015 et 3 334 en 2010. Le nombre d'actifs ayant un emploi résidant dans la commune est de 2 975, soit un indicateur de concentration d'emploi de 96,6 et un taux d'activité parmi les 15 ans ou plus de 48,7 %.
Sur ces 2 975 actifs de 15 ans ou plus ayant un emploi, 834 travaillent dans la commune, soit 28,0 % des habitants. Pour se rendre au travail, 85,8 % des habitants utilisent une voiture, un camion ou une fourgonnette, 3,1 % les transports en commun, 8,3 % s'y rendent en deux-roues motorisé, à vélo ou à pied et 2,8 % n'ont pas besoin de transport (travail au domicile).

### Entreprises et commerces

#### Activités hors agriculture
317 établissements marchands non agricoles sont économiquement actifs en 2022 à Isbergues,,.
| Secteur d'activité                                                                                        | Commune | Commune | Département |
| Secteur d'activité                                                                                        | Nombre  | %       | %           |
| --- | ------- | ------- | ----------- |
| Ensemble                                                                                                  | 317     | 100 %   | (100 %)     |
| Industrie manufacturière, industries extractives et autres                                                | 32      | 10,1 %  | (5,3 %)     |
| Construction                                                                                              | 34      | 10,7 %  | (11,7 %)    |
| Commerce de gros et de détail, transports, hébergement et restauration                                    | 82      | 25,9 %  | (22,5 %)    |
| Information et communication                                                                              | 4       | 1,3 %   | (3,6 %)     |
| Activités financières et d'assurance                                                                      | 17      | 5,4 %   | (5,3 %)     |
| Activités immobilières                                                                                    | 15      | 4,7 %   | (5,7 %)     |
| Activités spécialisées, scientifiques et techniques et activités de services administratifs et de soutien | 27      | 8,5 %   | (20,2 %)    |
| Administration publique, enseignement, santé humaine et action sociale                                    | 68      | 21,5 %  | (15,8 %)    |
| Autres activités de services                                                                              | 38      | 12,0 %  | (9,9 %)     |

Le secteur du commerce de gros et de détail, transports, hébergement et restauration est prépondérant sur la commune puisqu'il représente 25,9 % du nombre total d'établissements de la commune (82 sur les 317 entreprises implantées  à Isbergues), contre 22,5 % au niveau départemental, à l'inverse le secteur des activités spécialisées, scientifiques et techniques et activités de services administratifs et de soutien avec 8,5% du nombre total d'établissements de la commune est inférieur à celui du département (20,2%).

#### Agriculture
La commune est dans le « pays Aire », une petite région agricole dans le département du Pas-de-Calais. En 2020, l'orientation technico-économique de l'agriculture  sur la commune est l'exploitation de grandes cultures (hors céréales et oléo-protéagineux). 
|               | 1988 | 2000 | 2010 | 2020 |
| ------------- | ---- | ---- | ---- | ---- |
| Exploitations | 30   | 20   | 10   | 10   |
| SAU (ha)      | 818  | 748  | 686  | 713  |

Le nombre d'exploitations agricoles en activité et ayant leur siège dans la commune est passé de 30 lors du recensement agricole de 1988  à 20 en 2000 puis à 10 en 2010 et enfin à 10 en 2020, soit une baisse de 67 % en 32 ans. Le même mouvement est observé à l'échelle du département qui a perdu pendant cette période 65 % de ses exploitations (passant de 16 556 à 5 736),. La surface agricole utilisée sur la commune a également diminué, passant de 818 ha en 1988 à 713 ha en 2020. Parallèlement la surface agricole utilisée moyenne par exploitation a augmenté, passant de 27 à 71 ha,.

## Culture locale et patrimoine

### Lieux et monuments

#### Monument historique
- L'église Sainte-Isbergues, sa tour fait l’objet d’un classement au titre des monuments historiques  par arrêté du 10 septembre 1913[55], et plusieurs éléments meubles et décoration sont inscrits et/ou classés monuments historiques à titre d'objets : autels, retables, reliquaires, stalles, lambris, confessionnaux, orgues et statues[56].

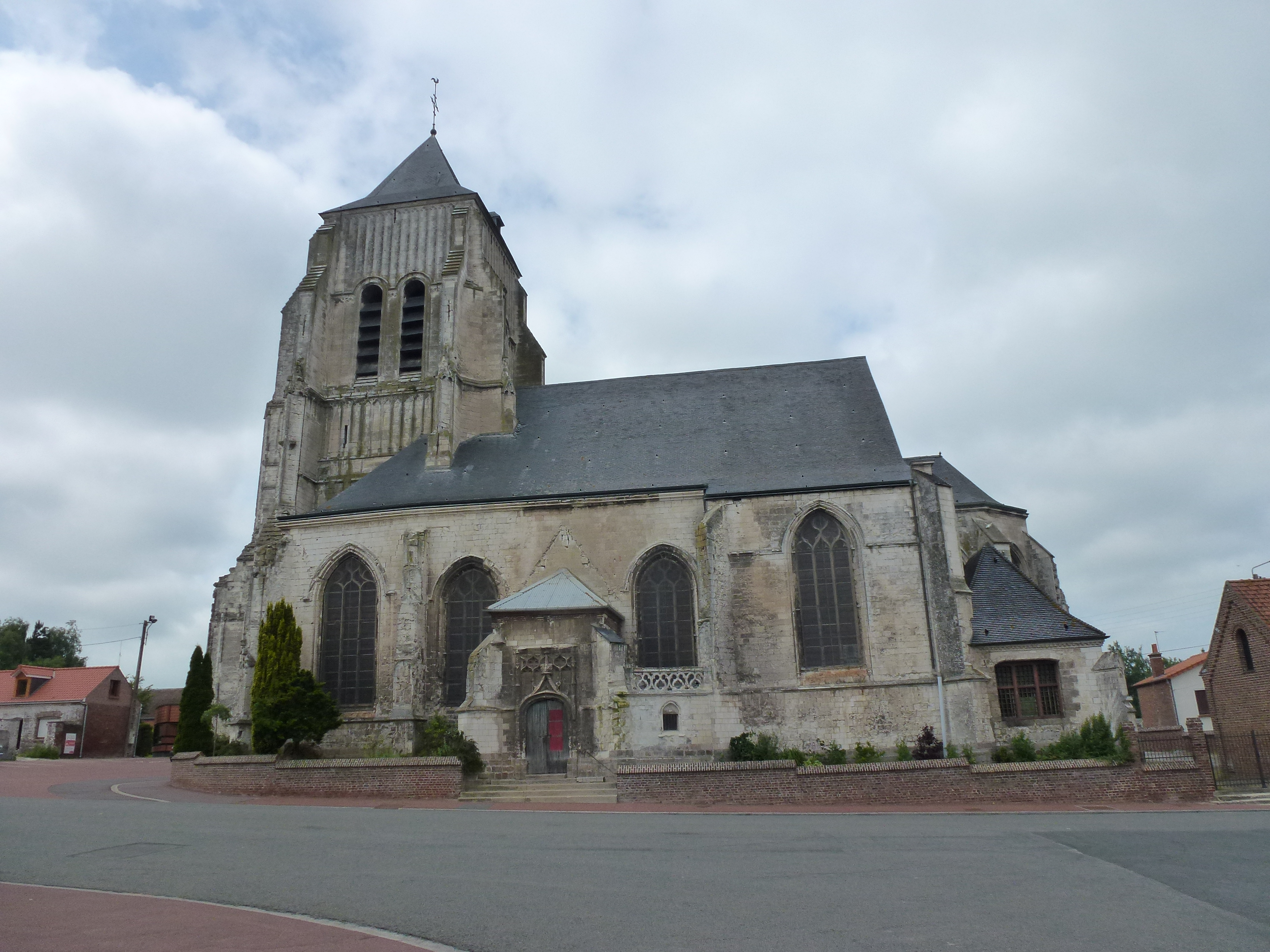
L'église Saint-Isbergues d'Isbergues.
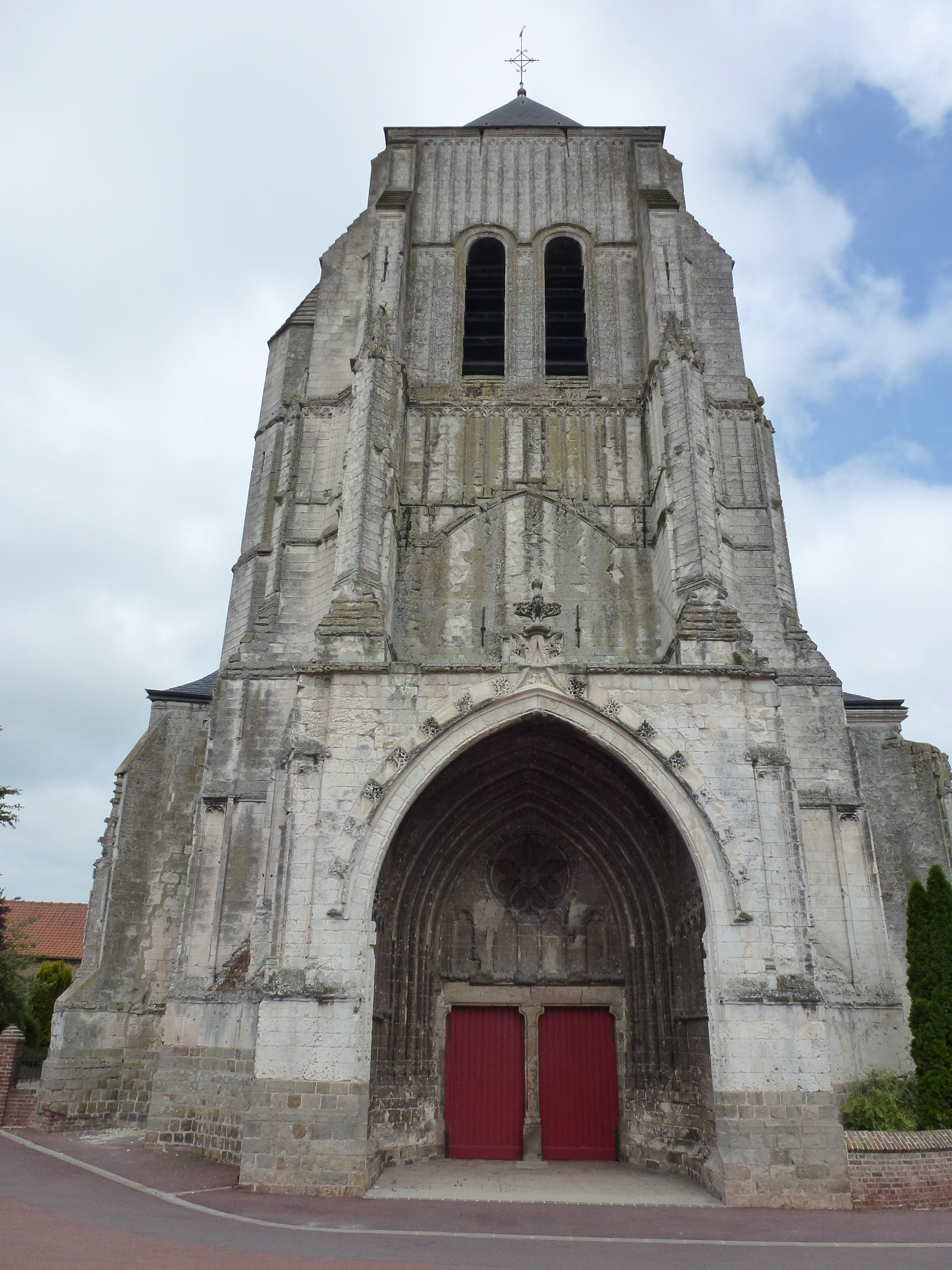

#### Autres lieux et monuments
- La chapelle Sainte-Isbergues et sa fontaine, à Isbergues.
- La chapelle Saint-Éloi d'Isbergues.
- L'église Saint-Pierre de Berguette.
- La chapelle, rue des Écoles à Berguette.
- L'église Saint-Maurice de Molighem, à l'intérieur une statue de sainte Isbergues et une pietà monument aux morts paroissial.
- La gare d'Isbergues.

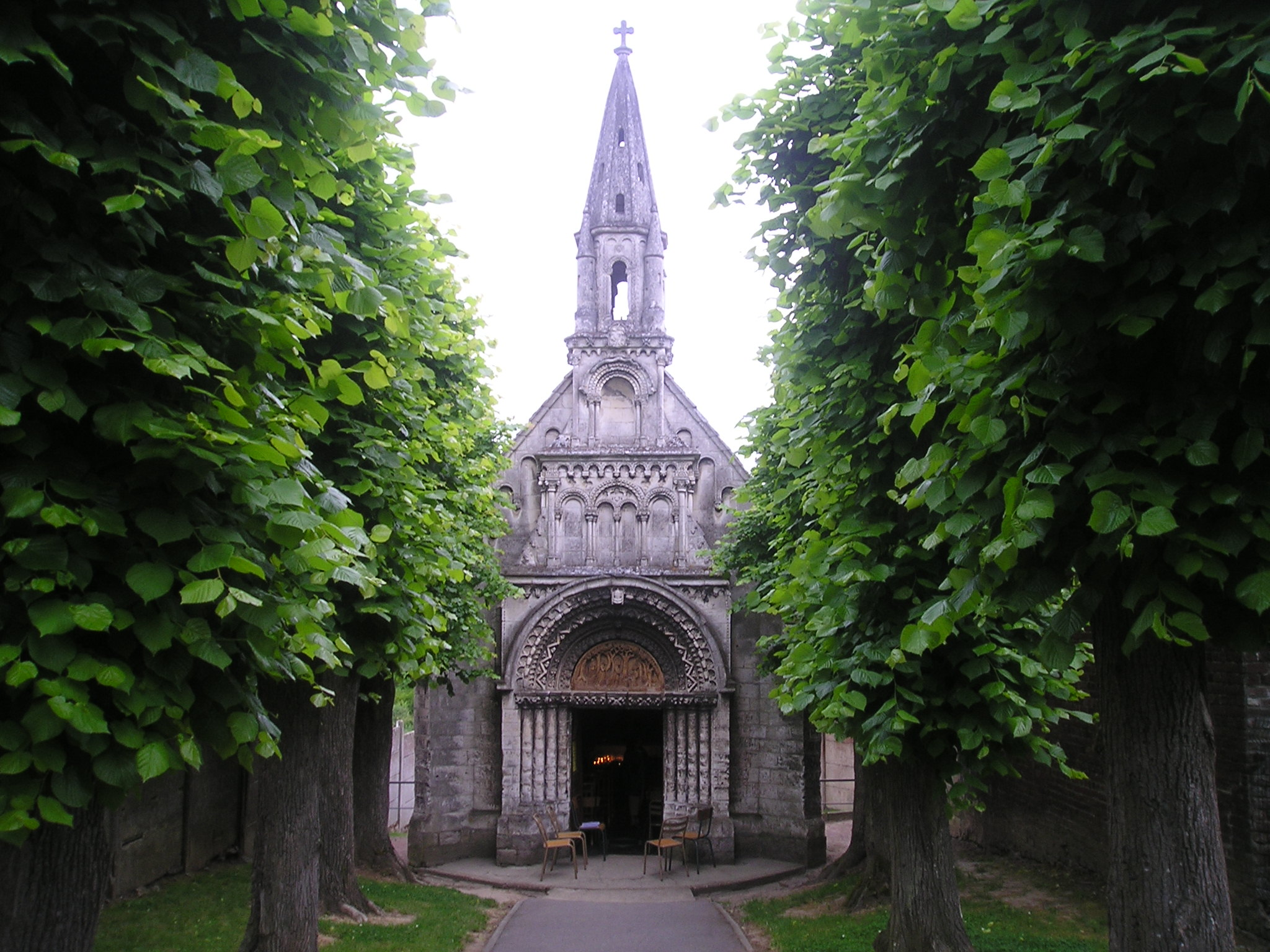
La chapelle Saint-Isbergues d'Isbergues.
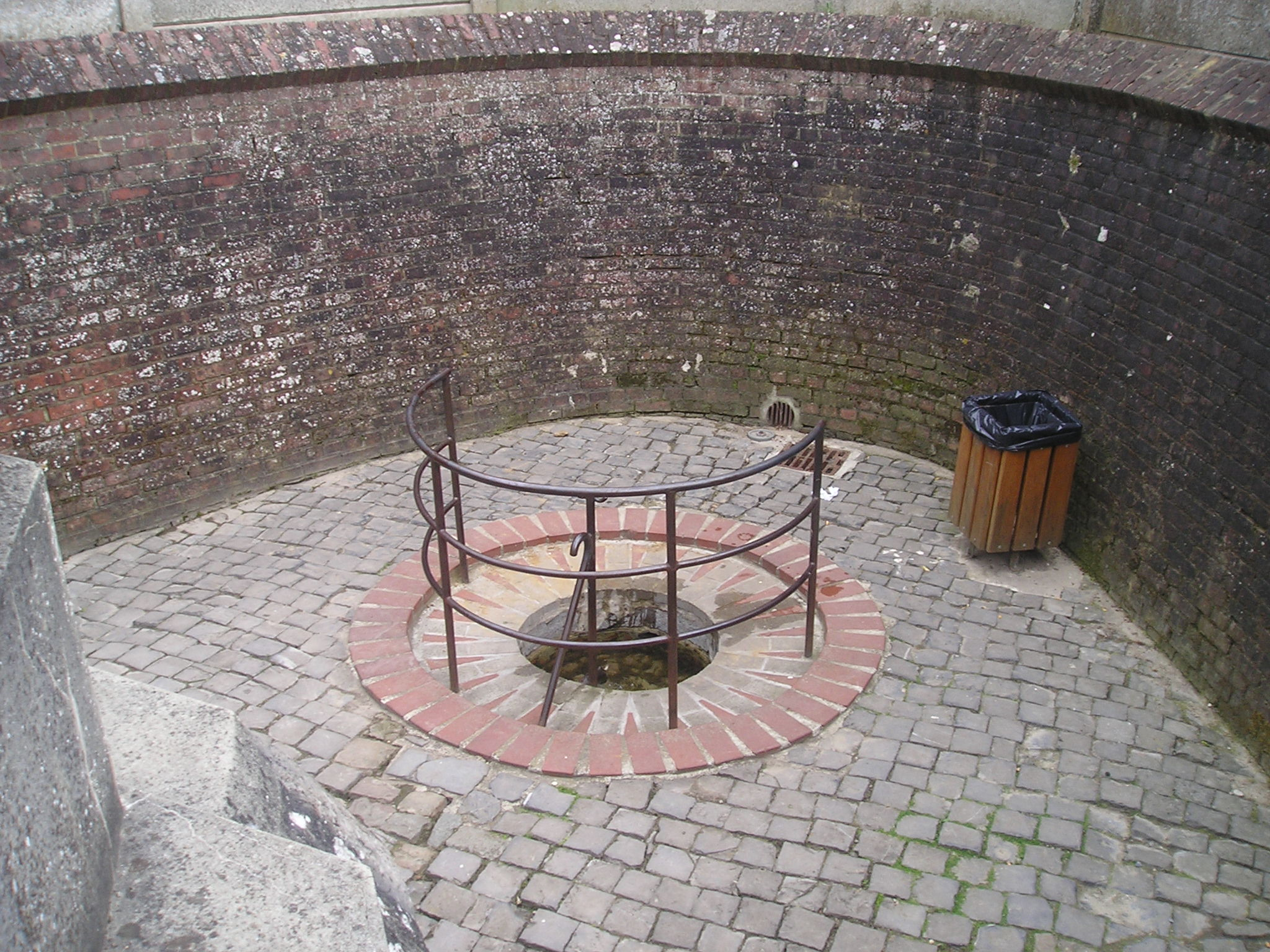
La fontaine Sainte-Isbergues.
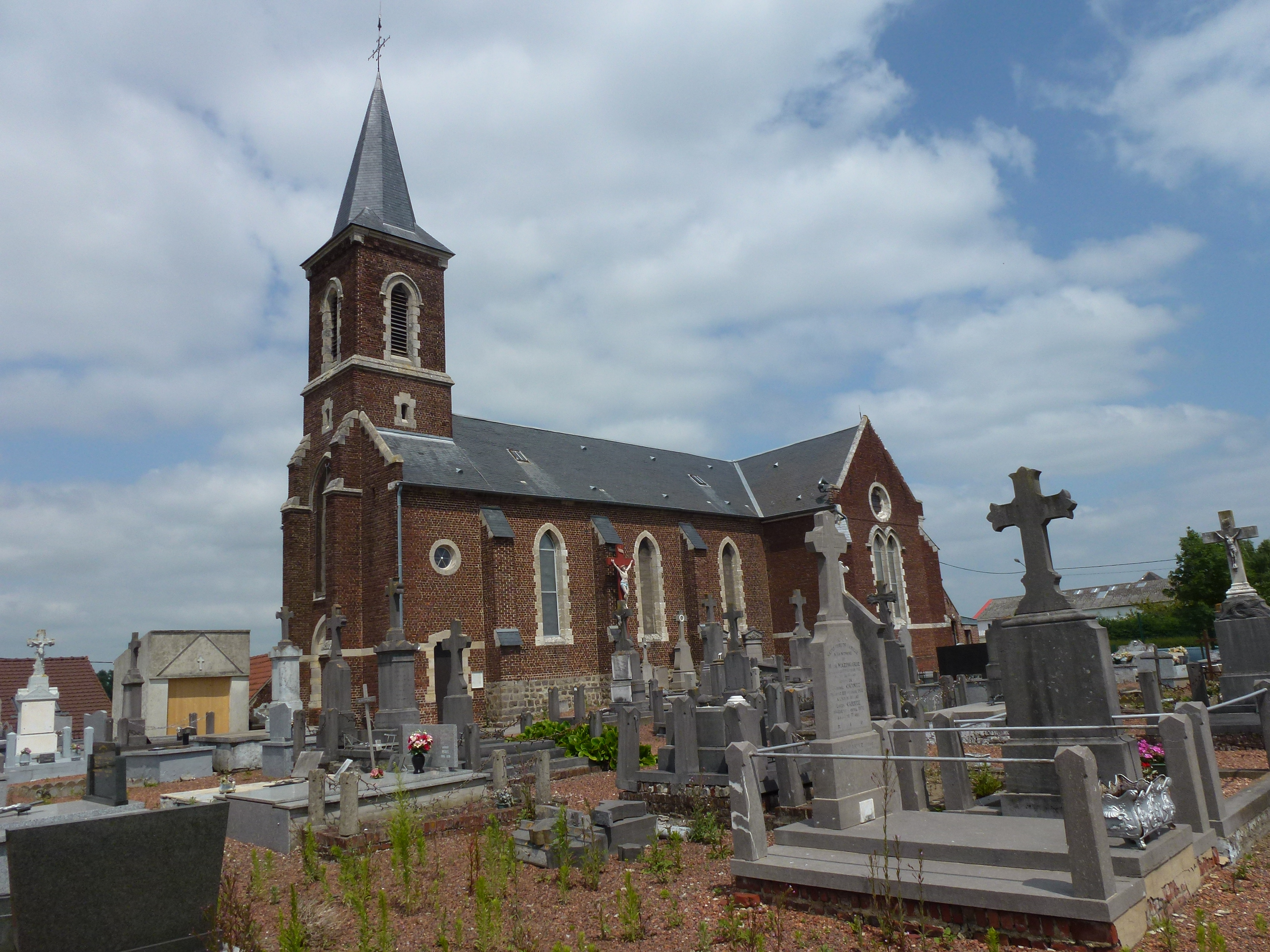
L'église Saint-Pierre de Berguette.
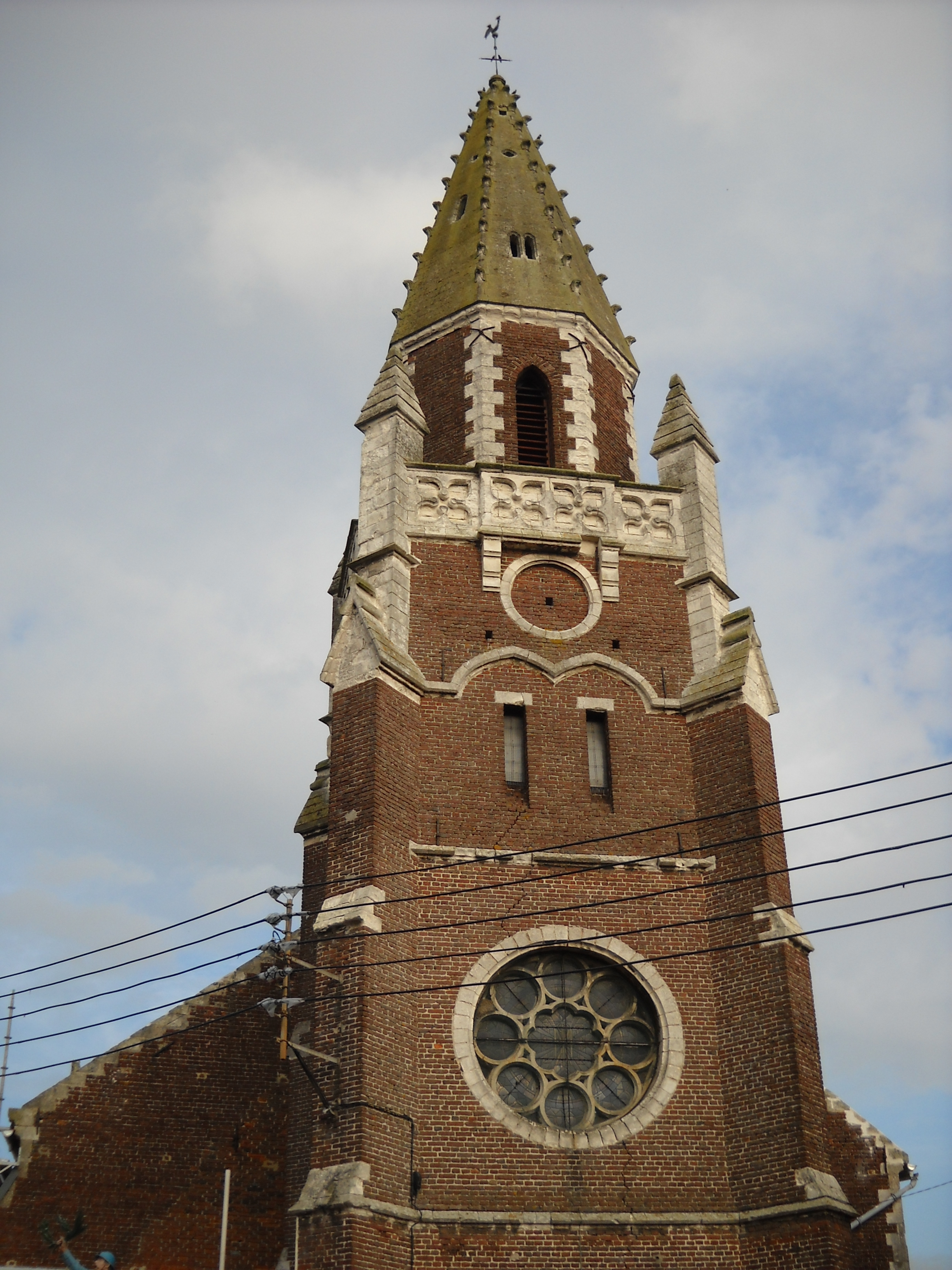
L'église Saint-Maurice de Molinghem.

#### Lieux de mémoire
- Dans l'église d'Isbergues : un vitrail du souvenir par Dumez commémorant la guerre 1914-1918[57].
- Au cimetière communal d'Isbergues : neuf tombes de la guerre 1914-1918 de la Commonwealth War Graves Commission.
- Les tombes de guerre de la Commonwealth War Graves Commission au cimetière d'Isbergues.
- Les tombes de guerre de la Commonwealth War Graves Commission au cimetière de Berguette.
- Le monument aux morts d'Isbergues, du marbrier Ernest Rabischon d'Aire-sur-la-Lys, inauguré en 1921. Ce monument commémore les guerres de conquête coloniale, les guerres  1870-1871, 1914-1918, 1939-1945, les guerres d'Indochine, Algérie et post-coloniales[57].
- Le monument aux morts de Berguette, commémorant les guerres de 1914-1918 et 1940-1945[57].
- Le monument aux morts communal de Molinghem, commémorant la guerre de 1870-1871, la campagne de Chine (1900), et les guerres de 1914-1918, de 1939-1945, d'Indochine et d'Algérie[57].
- Le monument aux morts paroissial de Molinghem, dans l'église, commémorant la guerre de 1914-1918[57].
- Depuis 2018, le nouveau monument aux morts en pierre bleue se situant sur la place du marché, commémorant les guerres 1914-1918 et 1939-1945. Baptisé "Rayonnements", il a été réalisé par le sculpteur belge Martin Hollebecq[58].

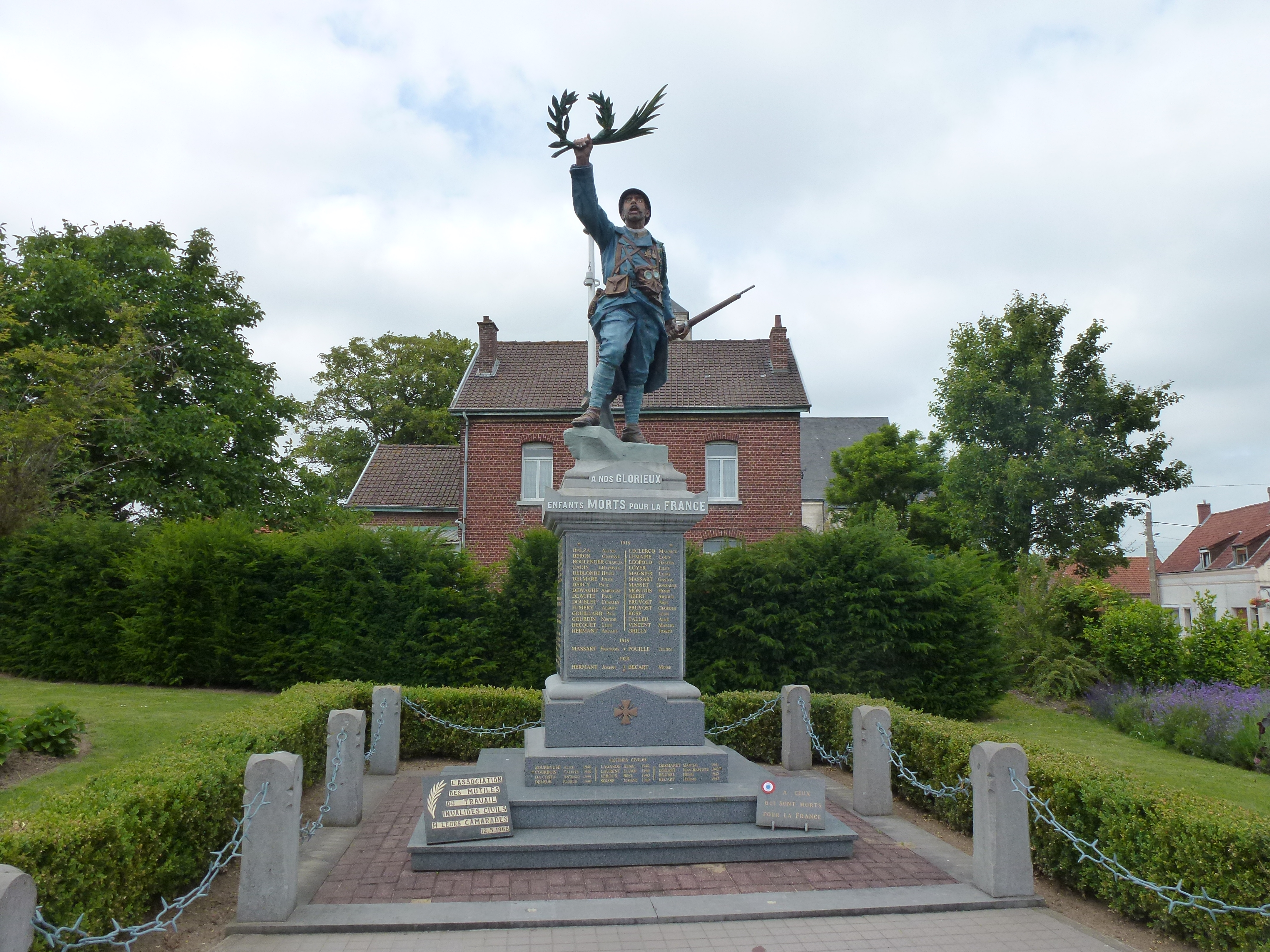
Le monument aux morts d'Isbergues.
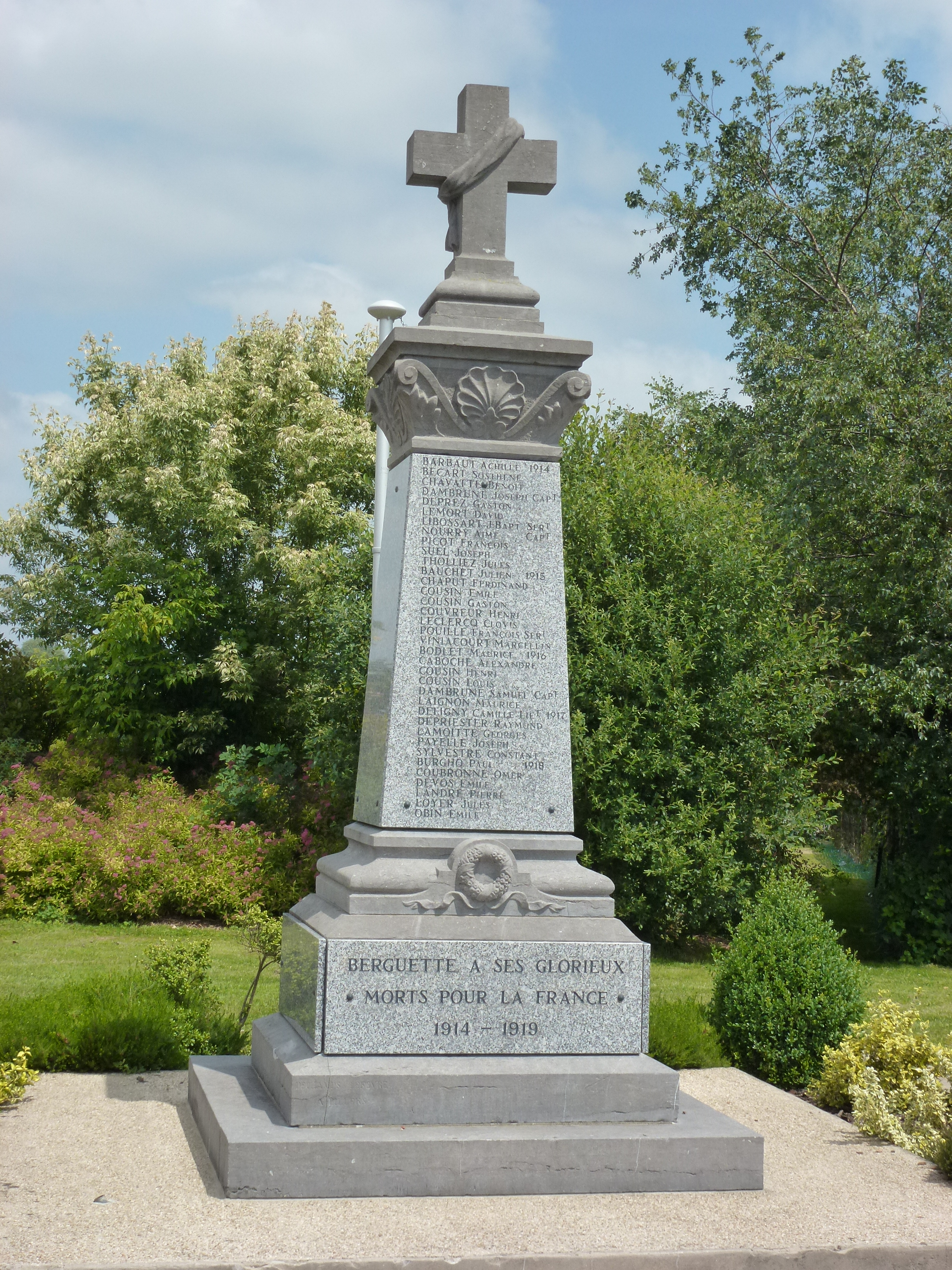
Le monument aux morts de Berguette.
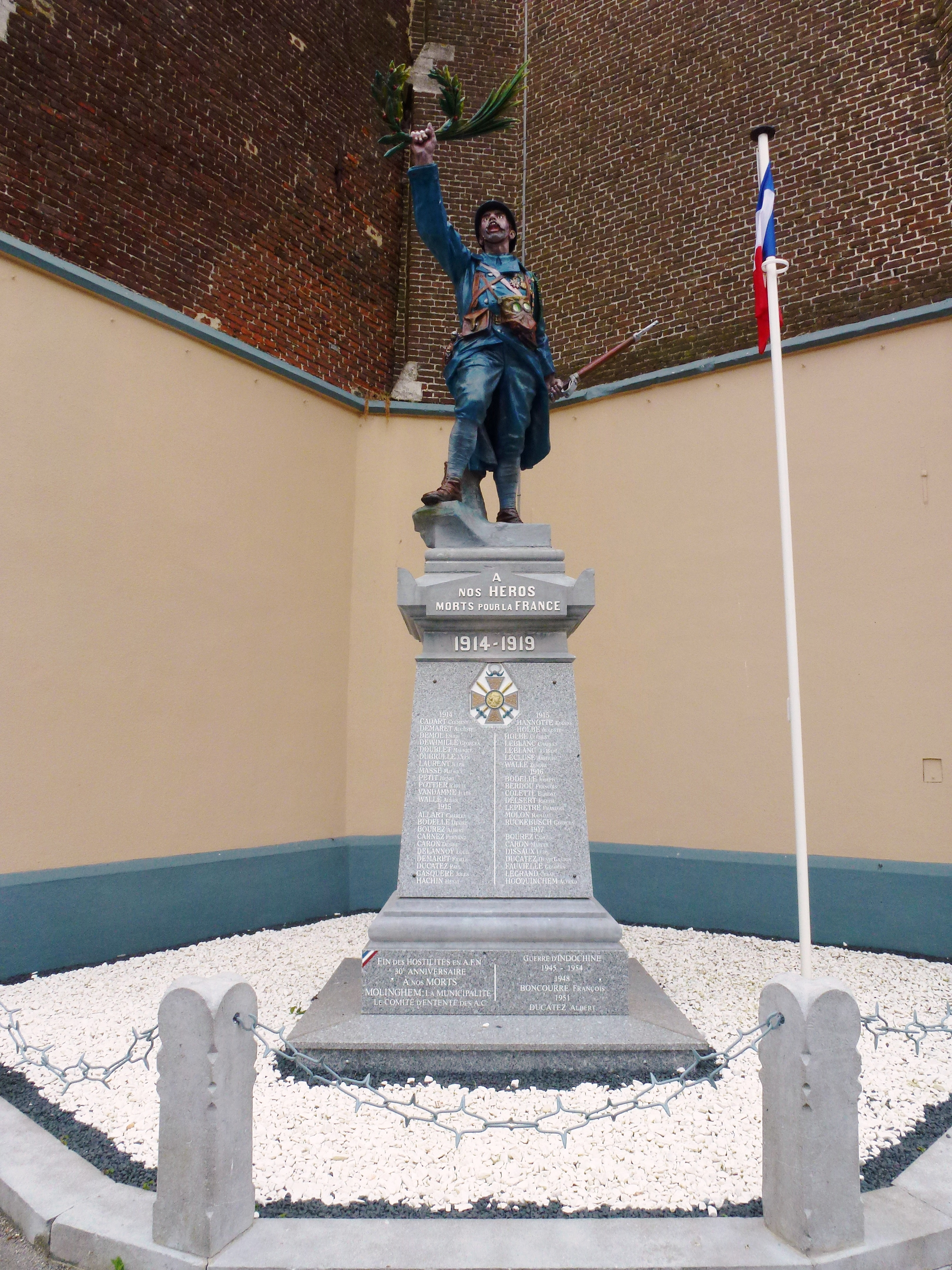
Le monument aux morts communal de Molinghem.
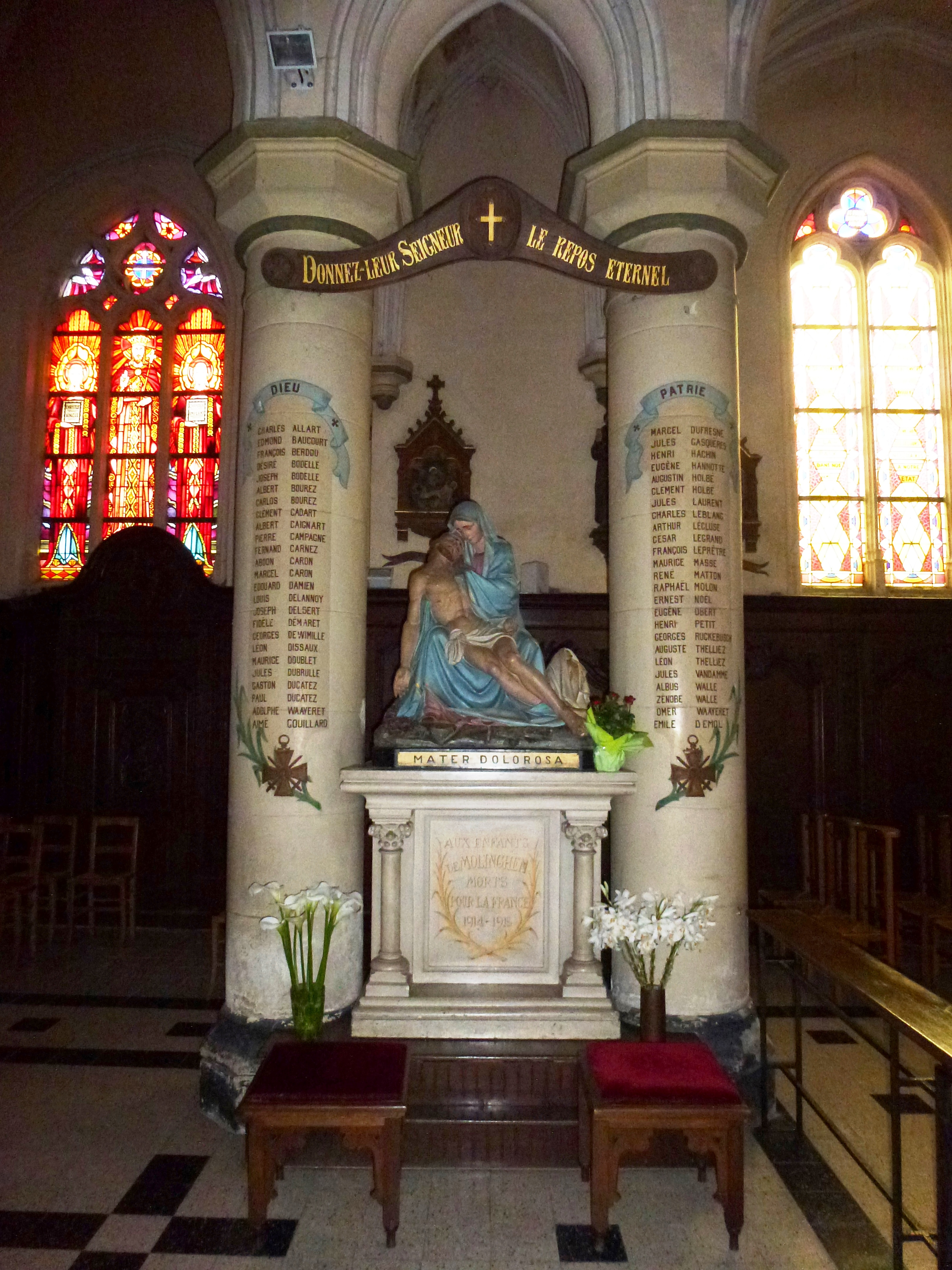
Le monument aux morts paroissial de Molinghem.
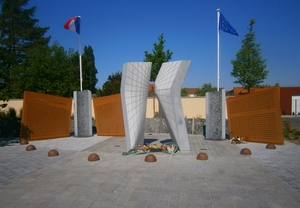
Le nouveau monument aux morts d'Isbergues en 2018.

### Personnalités liées à la commune
- François Marie Salembier (1764-1798), chauffeur et bandit de grand chemin, né dans la commune.
- Paul Dubrulle (1882-1917), prêtre né à Isbergues. Son nom est inscrit au Panthéon parmi les 560 écrivains morts pour la France.
- Edmond Evrard (1890-1981), pasteur baptiste, Juste parmi les nations, né dans la commune.
- Marcel Ourdouillier (1913-1962), footballeur, né dans la commune.
- Roger Boury (1925-2010), footballeur, né dans la commune.
- André Mollet (1949-), coureur cycliste, né dans la commune.

### Héraldique
| Blason de Isbergues | Blason  | D'azur aux deux gerbes de blé d'or soutenues d'une molette de cinq rais du même. |
| Blason de Isbergues | Détails | Le statut officiel du blason reste à déterminer.                                 |

## Pour approfondir

#### Bases de données, dictionnaires et encyclopédies
- Ressources relatives à la géographie :   - Insee (communes)
  - Ldh/EHESS/Cassini
- Ressource relative à plusieurs domaines :   - Annuaire du service public français
- Ressource relative à la musique :   - MusicBrainz
- Notices d'autorité :   - VIAF
  - BnF (données)